# 2021년 KBO 리그
2021년 KBO 리그는 KBO 리그의 40번째 시즌이며, 대한민국의 10개 프로 야구 구단들이 참가한다. 신한은행이 4년 연속 메인 스폰서로 참여하며, 2021 신한은행 SOL KBO 리그라고도 불린다.

## 달라지는 점
- SK 와이번스가 염경엽이 감독직에서 사퇴하고 김원형을 새 감독으로 선임했다.
- LG 트윈스가 류중일과 감독 재계약을 포기하고 유지현을 새 감독으로 선임했다.
- 한화 이글스가 최원호를 감독 대행에서 2군 감독으로 복귀시키고 카를로스 수베로를 새 감독으로 선임했다.
- 키움 히어로즈가 김창현의 보직을 감독 대행에서 수석코치로 변경시키고 홍원기를 새 감독으로 선임했다.
- 스프링캠프는 2월 1일부터 구단별로 자율적으로 시행한다.
- 개막 경기 하루 전 제출하는 개막전 엔트리는 홍보 효과를 높이기 위해 17시에서 15시로 마감 시간을 앞당겼다.
- 비디오 판독 대상 플레이가 확대된다. 추가된 항목은 ①공식 야구 규칙 5.08(a)에 의거한 3아웃 이전 주자의 득점, ②주자의 누의 공과, ③주자의 선행 주자 추월, ④주자가 다음 베이스로 진루하기 위해 태그 업할 때 일찍 했는지에 대한 심판의 판정 등이다.
- 부상자 명단 등재는 선수의 엔트리 말소일부터 3일 이내에 신청서와 진단서를 제출하도록 한다.
- 부상자 명단(10일, 15일, 30일)에 등록된 일자로부터 최소 10일이 경과해야 현역 선수로 다시 등록할 수 있도록 하는 조항을 추가했다.
- 소속 선수가 은퇴 경기를 치를 경우 홈에서 치르는 공식 1경기에 한해 현역 선수(1군 엔트리) 정원이 초과하더라도 추가 등록이 가능하다.
- 정규 시즌 중 경기가 예정되어 있지 않은 날의 현역 선수 등록 및 말소 마감 시간은 현장의 혼란을 최소화하기 위해 평일 경기와 동일하게 16시 30분으로 조정하고, 감독∙코치 외에 포수가 마운드 방문 시에도 선수 간 작전 회의를 허용한다.
- 신인 선수들을 비롯한 최저 연봉이 3000만원으로 올랐다. 1군에 올라올 경우 최소 5,000만원에 해당하는 일당을 받게 된다.
- 신세계그룹이 SK 와이번스를 인수하여 구단명이 SSG 랜더스로 변경됐다.
- 7월 19일부터 8월 9일까지 도쿄 올림픽으로 인해 리그가 중단된다.
- 심판 판정의 논란을 줄이고 정확성을 높이기 위해 정규 이닝 기준 구단 당 2번씩 주어지는 비디오 판독 결과가 2번 모두 번복될 경우 해당 구단에게 1번의 판독 기회를 추가로 부여한다.
- 코로나19 상황과 예정된 국제 대회 일정 등을 종합적으로 고려해 정규 시즌 경기가 우천으로 취소될 경우 올해도 지난 해와 동일하게 더블 헤더 및 특별 서스펜디드, 월요일 경기를 편성하기로 했다. 이 규정은 4월 13일부터 적용된다.
- 외국인 코칭 스태프가 증가함에 따라 현장 의견을 반영해 더그아웃에 출입하는 통역 인원을 현 3명에서 최대 5명까지 가능하도록 했다. 단, 추가 2명에 대해서는 KBO에 신청 후 승인을 받아야 한다.
- 코치 엔트리는 불펜 코치 포함 8명에서 9명으로 등록 인원을 변경하기로 했다.
- 4월 3일과 4월 4일에 열리는 정규 시즌 개막 2연전은 구단의 개막전 행사 및 지상파 TV 중계 편성 등을 고려해 경기 개시 시간을 오후 5시에서 오후 2시로 변경하기로 했다.
- 야구의 국제화에 발맞춰 WBSC 공식 야구 규칙의 변경 내용을 KBO에서 사용되는 공식 야구 규칙에 반영하기로 했고, 이 규칙은 시범 경기부터 적용된다.
  - 투수가 와인드업 및 세트 포지션을 할 때 투수판에 중심 발을 전부 올려놓지 않고 중심 발의 일부만 닿도록 하는 것을 허용했다. 해당 변경 사항은 공식 야구 규칙 ‘5.07(a) 정규 투구 (1)와인드업 포지션, (2)세트 포지션’에 적용했다.
  - 타자가 친 파울팁 된 타구가 포수의 손이나 미트에 맞고 땅에 닿기 전에 포구할 경우에만 파울팁으로 인정하던 규칙을 파울팁 된 타구가 포수의 신체나 용구에 맞고 땅에 닿기 전에 포구할 경우에도 인정하기로 했다. 이를 공식 야구 규칙‘5.09(a) 타자 아웃(2)’에 적용했다.
  - 타자가 타격한 파울 타구로 인한 주자의 수비 방해로 제 3아웃이 선언된 경우, 파울을 타격한 타자가 다음 이닝의 선두 타자로 나올 수 있도록 허용하던 것을 해당 타자가 타석을 마친 것으로 판정하기로 했다.
  - 배트 보이나 볼 보이가 공을 밀거나 발로 찰 경우 고의성과 관계없이 방해로 판정하던 것을 고의성이 없다고 판단될 시에는 이를 방해로 판정하지 않기로 했다. 변경된 규칙은 각각 공식 야구 규칙 ‘6.01(a) 타자 또는 주자에 의한 방해(11)’와‘6.01(d) 의도하지 않은 방해’에 적용했다.
  - '파울팁'에 더해 공식 야구 규칙에서 사용되는 용어인 '태그' 및 '터치'에 대한 정의를 구체화하여 선수가 착용한 목걸이, 팔찌 등은 선수의 신체 일부분으로 간주하지 않기로 하면서 수비수가 주자의 장신구를 태그하거나 투수가 투구한 공이 타자의 장신구에 맞을 경우, 이는 각각 태그와 몸에 맞는 공으로 인정하지 않기로 했다.
  - 공식 야구 규칙 ‘6.01(i) 홈 플레이트에서의 충돌(2)’규칙에는 해당 규칙에서 명시된‘포수는 홈을 수비하는 모든 야수에게 똑같이 적용된다’는 문구를 추가, 포수 외에도 홈을 수비하는 모든 수비수가 보호받을 수 있도록 했다.
  - 심판의 결정 또는 심판의 재정에 대한 이의 등에 대한 어떤 제소도 허용하지 않기로 변경된 규칙에 따라 공식 야구 규칙 ‘7.04 제소 경기’도 제소 경기를 할 수 없는 것으로 변경되었으며 다른 조항에 포함된 제소 경기 관련 내용도 이를 반영해 삭제됐다.
  - 투수는 타자의 시야에 방해가 될 수 있는 흰색, 회색 등의 색상 소매를 가진 언더 셔츠를 착용할 수 없도록 하기로 했으며, 출전 정지 중인 감독, 코치, 선수의 경기장 유니폼 착용 금지 규정 및 경기장 내 출입 금지 장소 등에 대한 변경 사항도 공식 야구 규칙에 반영하기로 했다.
- 스피드업 규정을 강화한다. 이 규칙은 시범 경기부터 적용된다.
  - 타자는 공수 교대 시 기존 2분에서 5초 줄어든 1분 55초 내에 타석에 입장해야 한다.
  - 주심은 1분 55초 이내에 첫 타자가 타석에 들어오지 않을 경우 타자에게 경고 조치하고, 2분이 경과할 경우 벌금 20만원을 부과한다.
  - 타자는 투수 교체가 시작되고 2분 15초 내에 타석에 서야 한다.
  - 감독, 코치의 마운드 방문 시간은 감독 또는 코치가 심판에게 타임을 요청하고 심판이 이를 허용한 시점부터 시작된다. 심판이 30초가 경과된 시점에서 이를 통보하면 감독 또는 코치는 즉시 덕아웃으로 돌아가야 한다.
  - 어필 퇴장 시간도 단축된다. 감독의 항의 때 기존 3분 경과 시 경고, 5분 경과시 퇴장 조치하던 것을 3분 경고, 4분 경과시 퇴장으로 1분 단축했다.
- KBO는 경기 중 그라운드를 제외한 구장 내 모든 구역에서 마스크 착용을 의무화하고, 불시 점검을 통해 마스크 미착용 사례를 적발해 제재할 예정이다.
- 그라운드 내 행사 및 기념 사진 촬영 시에도 마스크를 꼭 착용해야 한다.
- 투수가 공에 침을 바르는 스핏볼은 공식 야구 규칙 6.02(c)(6) 을 엄격히 적용해 금지한다.
- 다수의 신체 접촉이 일어날 수 있는 벤치클리어링을 엄격히 금지한다.
- 선수단 거리두기 지침이 강화됐다. 사적 모임 인원 제한 지침을 준수하고 타구단 인원 및 외부인과의 만남 등을 자제하도록 권고한다.
- 비상 상황 발생시 대응 매뉴얼이 더 정교하게 수립됐다. 상황에 따른 검사/격리/활동 재개 등 개별적 대응 지침, 경기장 폐쇄/소독 후 재개, 경기 중단/취소/관중 퇴장 등 발생 가능한 다양한 상황에 맞춰 상세화했다.
- 1군 선수단에서 확진자가 발생할 경우 자가 격리 대상자를 제외한 대체 선수로 중단 없이 운영된다. 단, 엔트리 등록 미달 등 리그 정상 진행에 중대한 영향이 있다고 판단되는 경우 긴급 실행위원회 및 이사회 요청을 통해 리그 중단 여부를 결정한다.
- 방역 수칙 미준수 관중에게는 삼진 아웃제를 적용한다. 2회 경고 후에도 지침 준수에 불응할 경우 퇴장 조치된다.
- 후반기에 한시적으로 연장전을 폐지하기로 했다.
- 준플레이오프와 플레이오프를 현행 3선승제에서 2선승제로 변경한다.
- 8월 25일부터 경기 취소시 다음 날 더블 헤더 편성 또는 동일 대진 둘째 날 편성하기로 했다.
- 후반기에 코로나19 관련 경기 취소시(확진자 발생, 역학조사 등) 우천 취소 경기 시행 세칙과 동일 적용(더블 헤더, 특별 서스펜디드, 월요일 경기 편성 등)하기로 했다.
- 11월 15일 이후 경기가 편성되는 포스트시즌 경기는 모두 고척스카이돔에서 치르기로 했다.
- 인성 교육 강화를 위해 선수로 준수해야 하는 기본 자세, 도덕성 및 행동 강령이 담긴 새로운 가이드 북을 제작해 KBO 리그 선수뿐 아니라 초중고 아마추어 선수들에게 배포하고 습득할 수 있도록 교육을 진행할 계획이다. 특히 KBO 리그 선수들을 대상으로는 레전드 등 모범적으로 선수 생활을 했던 은퇴 선수들이 출연한 동영상 교육 프로그램을 통해 지속적으로 품위 손상 행위 근절 교육을 진행한다. 해당 영상은 존경받고 있는 은퇴 선수의 실제 사례 소개, 프로 선수로 지켜야 할 자세, 방역 수칙 준수의 중요성 등을 전달해 현역 선수들에게 경각심을 가질 수 있도록 유도하는 프로그램으로 각 구장 클럽하우스 등에서 상시적으로 영상을 상영해 공감을 유도하며 교육 효과를 높일 계획이다. 이 프로그램은 프로 선수뿐 아니라 신인 및 아마추어 선수들의 교육에도 활용할 예정이다. KBO 신인 선수들을 대상으로 한 오리엔테이션도 다양한 커리큘럼을 마련해 프로 선수가 갖추어야 할 인성 및 기본 자세를 강조해 나가기로 했다.
- 사회적 거리두기 단계별 지침에 따른 사적 모임 등 정부의 방역 수칙 위반 사실이 확인되거나 적발된 경우 단순히 코로나19 대응 매뉴얼에 따른 벌칙 적용 외에 상벌위원회를 개최하여 사안의 경중에 따라 제재 수위를 정하기로 했다.
- 코로나19 매뉴얼 방역 수칙과 정부의 방역 지침 위반과 관련해 구단의 관리 소홀 등이 인정된 경우 구단에 대한 책임을 명확히 한다.
- 물의를 일으킨 사례가 있었던 일부 은퇴 선수를 대상으로 한 제재의 경우 KBO 규약에 따른 제재에 한계가 있음에 따라, 이에 대한 실효성을 높이기 위해 KBSA(대한야구소프트볼협회)와 협의해 KBO 리그-KBSA에서 지도자 등 야구 관련업무 제한 조치 방안을 검토한다.
- KBO는 규약 제 108조 [신인드래프트] 항목에 ⑩항 “신인 드래프트 참가 신청서 제출 후 외국 프로 구단과 계약 협상을 진행하였으나 입단하지 못한 선수는 다음 연도로부터 2년간 신인 드래프트에 참가할 수 없다. 단, 지명에 참가하였으나 미지명된 이후 소속 구단을 찾기 위해 외국 구단과 협상을 진행한 경우는 예외로 한다.”를 신설했다.
- 규약 108조의 신설 ③항 “신인 선수는 신인 드래프트 참가 신청서(소속 학교 재학중 받았던 징계, 부상 이력 기입) 제출 시 학교 폭력 관련 서약서와 생활기록부 등 KBO가 요구하는 자료를 함께 제출하여야 한다”에 따라 올해부터 아마추어 선수는 드래프트 참가 신청서와 함께 학교 폭력 관련 징계 이력을 제출해야 한다.
- ④항에 “KBO는 제 2항에 따라 신인 드래프트 참가 신청을 한 선수가 학교 폭력으로 학교, 대한야구소프트볼협회, 대한체육회, 기타 야구 관련 경기 주관 단체에서 자격정지 이상의 제재를 받은 경우 그 제재 기간이 만료되기 전까지 해당 선수의 KBO 신인 드래프트 참가 및 프로구단 입단을 제한할 수 있다”고 명시하며 학교 폭력 가해 선수의 드래프트 참가와 프로 입단을 제한하는 조항을 신설했다.
- 만약 드래프트 참가 신청서에 학교 폭력 징계 이력을 숨기거나, 거짓으로 적어낼 경우엔 지명 후 선수 계약 여부에 따라 처분이 달라진다. ⑤항에 따르면 “KBO는 제 2항 내지 제 3항의 서류를 허위로 작성하여 제출한 신인 선수에게 선수 계약 여부에 따라 지명 무효화 또는 참가 활동 정지, 실격 처분 등의 제재를 가할 수 있다”고 명시했다. 계약 전일 경우 지명 무효, 이미 계약한 경우엔 참가 활동 정지 등으로 선수 활동을 못 하게 묶을 수 있다.
- 학교 폭력 문제로 지명권을 날린 구단에는 보상 픽이 주어진다. ⑦항에 “(5항에 따라) 지명 또는 계약이 무효가 될 경우 구단은 다음 연도 신인 드래프트에서 동일 라운드 종료 후 추가 보상 지명을 실시할 수 있다”고 규정했다.

## 구단별 캐치프레이즈(슬로건)
- NC 다이노스 : NEVER STOP
- 두산 베어스 : TEAM DOOSAN! 2021
- kt 위즈 : 마법 같은 2021! V1 kt wiz
- LG 트윈스 : 무적 LG! 끝까지 TWINS!
- 키움 히어로즈 : One Team, One Dream! V1 HEROES
- KIA 타이거즈 : 도전, 새로운 미래_Always KIA TIGERS
- 롯데 자이언츠 : Time to Win
- 삼성 라이온즈 : NEW BLUE! NEW LIONS!
- SSG 랜더스 : No Limits, Amazing Landers
- 한화 이글스 : THIS IS OUR WAY-우리만의 방식

## 선수 이동

### 시즌 전
- 2021년 신인지명 선수
  - NC 다이노스[1] : 김주원, 이용준, 오장한, 한재승, 오태양, 김준상, 조성현, 김정호, 김재중, 김진우
  - 두산 베어스 : 안재석, 김동주, 최승용, 강현구, 김도윤, 임태윤, 이상연, 강원진, 박성재, 김주완, 양현진
  - kt 위즈 : 신범준, 권동진, 한차현, 유준규, 지명성, 김영현, 최성민, 윤세훈, 김건형, 정주원, 김민서
  - LG 트윈스 : 강효종, 이영빈, 김진수, 조건희, 이믿음, 김형욱, 김지용, 김유민, 김대현, 송승기, 박민호
  - 키움 히어로즈 : 장재영, 김휘집, 김준형, 김성진, 이주형, 김시앙, 김현우, 양경식, 정연제, 이재홍
  - KIA 타이거즈 : 이의리, 박건우, 장민기, 이승재, 권혁경, 이영재, 김원경, 장시현, 이준범, 김선우, 박대명
  - 롯데 자이언츠 : 손성빈, 김진욱, 나승엽, 김창훈, 송재영, 우강훈, 정우준, 이병준, 최우인, 김정주, 권동현
  - 삼성 라이온즈 : 이승현, 이재희, 홍무원, 오현석, 주한울, 김동진, 홍승원, 김세민, 이창용, 김현준, 이기용
  - SSG 랜더스 : 김건우, 조형우, 고명준, 조병현, 장지훈, 박정빈, 박형준, 조요한, 장우준, 박제범, 권혁찬
  - 한화 이글스 : 정민규, 김기중, 송호정, 조은, 장규현, 배동현, 조현진, 이준기, 김규연, 안진, 문승진

- 독립야구단 영입 선수
  - 안찬호 : 파주 챌린저스 → 두산 베어스
  - 오세훈 : 고양 위너스 → 두산 베어스

- 독립야구단 이적 선수
  - 구장익 : 두산 베어스 → 스코어본 하이에나들
  - 박정준 : 두산 베어스 → 스코어본 하이에나들
  - 윤산흠 : 두산 베어스 → 스코어본 하이에나들
  - 진재혁 : 두산 베어스 → 스코어본 하이에나들
  - 전태준 : 두산 베어스 → 시흥 울브스
  - 금민철 : kt 위즈 → 시흥 울브스
  - 신재영 : 키움 히어로즈 → 시흥 울브스
  - 김규민 : 키움 히어로즈 → 스코어본 하이에나들

- FA 잔류 선수
  - 장원준 : 두산 베어스[2]
  - 나주환 : KIA 타이거즈[2]
  - 김현수 : LG 트윈스[2]
  - 유원상 : kt 위즈[2]
  - 김세현 : SK 와이번스[2]
  - 김성현 : SK 와이번스 (총액 2+1년 11억)
  - 김용의 : LG 트윈스 (총액 1년 2억)
  - 허경민 : 두산 베어스 (총액 4+3년 85억)
  - 최형우 : KIA 타이거즈 (총액 3년 47억)
  - 정수빈 : 두산 베어스 (총액 6년 56억)
  - 이원석 : 삼성 라이온즈 (총액 2+1년 20억)
  - 우규민 : 삼성 라이온즈 (총액 1+1년 10억)
  - 김재호 : 두산 베어스 (총액 3년 25억)
  - 이대호 : 롯데 자이언츠 (총액 2년 26억)
  - 차우찬 : LG 트윈스 (총액 2년 20억)
  - 유희관 : 두산 베어스 (총액 1년 10억)

- FA 이적 선수
  - 최주환 : 두산 베어스 → SK 와이번스 (총액 4년 42억)
  - 오재일 : 두산 베어스 → 삼성 라이온즈 (총액 4년 50억)
  - 김상수 : 키움 히어로즈 → SK 와이번스 (총액 2+1년 15.5억)[3]

- FA 영입에 따른 보상 선수 이적 선수
  - 강승호 : SK 와이번스 → 두산 베어스 (최주환의 보상 선수 자격으로 이적)
  - 박계범 : 삼성 라이온즈 → 두산 베어스 (오재일의 보상 선수 자격으로 이적)

- 군 입대(상무 야구단 입단) 선수
  - NC 다이노스 : 김성욱, 김형준, 배재환, 최성영
  - 두산 베어스 : 이유찬
  - kt 위즈 : 김민, 손동현
  - 키움 히어로즈 : 임병욱
  - KIA 타이거즈 : 김기훈, 홍종표
  - SSG 랜더스 : 김주한, 백승건, 이원준, 최준우

- 방출(보류 선수 제외) 선수
  - 두산 베어스 : 신민철, 안준, 이승민, 지원근, 최지원, 한주성
  - kt 위즈 : 장현우
  - LG 트윈스 : 김태우, 박찬호, 백남원, 여건욱, 정용운, 최재원
  - 키움 히어로즈 : 김준연, 신효승, 이재승, 정대현, 정현민
  - 롯데 자이언츠 : 김현, 장원삼, 한지운
  - 삼성 라이온즈 : 신동수, 윤성환
  - SSG 랜더스 : 김성민, 나세원, 박준영, 석호준, 이재관
  - 한화 이글스 : 김경태, 박재경, 이현호, 정문근

- 방출 후 이적 선수
  - 이용규 : 한화 이글스 → 키움 히어로즈
  - 안영명 : 한화 이글스 → kt 위즈
  - 전민수 : LG 트윈스 → NC 다이노스
  - 이준형 : LG 트윈스 → KIA 타이거즈
  - 정인욱 : 삼성 라이온즈 → 한화 이글스
  - 고효준 : 롯데 자이언츠 → LG 트윈스
  - 정상호 : 두산 베어스 → SSG 랜더스

- 트레이드 영입 선수
  - 윤형준 : LG 트윈스 → NC 다이노스 (이상호와 1:1 트레이드)
  - 이상호 : NC 다이노스 → LG 트윈스 (윤형준과 1:1 트레이드)
  - 박시영, 신본기 : 롯데 자이언츠 → kt 위즈 (최건과 2:1 트레이드)
  - 최건 : kt 위즈 → 롯데 자이언츠 (박시영, 신본기와 2:1 트레이드[4])
  - 김상수 : 키움 히어로즈  → SK 와이번스 (사인 앤 트레이드[5])
  - 남호, 양석환 : LG 트윈스 → 두산 베어스 (채지선, 함덕주와 2:2 트레이드)
  - 채지선, 함덕주 : 두산 베어스 → LG 트윈스 (남호, 양석환과 2:2 트레이드)

- 은퇴 선수
  - 김문호 : 한화 이글스 → 은퇴 (동원과학기술대학교 야구부 타격코치)
  - 박용택 : LG 트윈스 → 은퇴 (KBS N 스포츠 야구 해설위원)
  - 윤규진 : 한화 이글스 → 은퇴 (한화 이글스 전력분석원)
  - 권혁 : 두산 베어스 → 은퇴
  - 정근우 : LG 트윈스 → 은퇴
  - 김승회 : 두산 베어스 → 은퇴
  - 송창현 : 한화 이글스 → 은퇴 (양신스포츠아카데미 코치)
  - 백진우 : 한화 이글스 → 은퇴 (kt 위즈 육성군 타격코치)
  - 최승준 : 한화 이글스 → 은퇴 (니퍼트빅드림야구교실 타격코치)
  - 김동한 : 롯데 자이언츠 → 은퇴 (롯데 자이언츠 2군 타격/주루코치)
  - 브랜든 반즈 : 한화 이글스 → 은퇴
  - 김회성 : 한화 이글스 → 은퇴 (한화 이글스 전력분석원)
  - 박희수 : SK 와이번스 → 은퇴 (상무 야구단 투수코치)
  - 박지규 : LG 트윈스 → 은퇴 (상무 야구단 수비코치)
  - 김주찬 : KIA 타이거즈 → 은퇴 (두산 베어스 주루코치)
  - 유재신 : KIA 타이거즈 → 은퇴 (두산 베어스 주루코치)
  - 채태인 : SK 와이번스 → 은퇴
  - 박찬도 : 삼성 라이온즈 → 은퇴 (삼성 라이온즈 전력분석원)
  - 송광민 : 한화 이글스 → 은퇴 (대전 야구소프트볼협회 전무이사, 야구 트레이닝 센터장)
  - 김종민 : 한화 이글스 → 은퇴 (NC 다이노스 코치)
  - 최진행 : 한화 이글스 → 은퇴 (서산시 리틀야구단 감독)
  - 윤석민 : SK 와이번스 → 은퇴 (시흥 울브스 타격코치)
  - 문광은 : LG 트윈스 → 은퇴 (박헌도베이스볼아카데미 투수코치)
  - 윤정우 : SK 와이번스 → 은퇴 (덕장중학교 체육교사)
  - 김재현 : SK 와이번스 → 은퇴
  - 윤강민 : SK 와이번스 → 은퇴 (천안상업고등학교 야구부 코치)
  - 이종석  : KIA 타이거즈 → 은퇴
  - 김창혁 : 한화 이글스 → 은퇴 (도곡야구아카데미 코치)
  - 양성우 : 한화 이글스 → 은퇴
  - 허일 : 롯데 자이언츠 → 은퇴 (GKTV 야구 해설위원)
  - 김상호 : 롯데 자이언츠 → 은퇴
  - 김민준 : SK 와이번스 → 은퇴
  - 홍성무 : NC 다이노스 → 은퇴
  - 신진호 : NC 다이노스 → 은퇴 (천안상업고등학교 야구부 코치)
  - 이동건 : KIA 타이거즈 → 은퇴
  - 백청훈 : LG 트윈스 → 은퇴 (연천 미라클 투수코치)

- 해외 진출 선수
  - 멜 로하스 주니어 : kt 위즈 → 한신 타이거스 (총액 2년 250만 달러)[6]
  - 크리스 플렉센 : 두산 베어스 → 시애틀 매리너스 (총액 2년 475만 달러)
  - 타일러 화이트 : SK 와이번스 → 토론토 블루제이스[7]
  - 라울 알칸타라 : 두산 베어스 → 한신 타이거스 (총액 2년 약 400만 달러)[6]
  - 드류 가뇽 : KIA 타이거즈 → 웨이취엔 드래곤스
  - 제이크 브리검 : 키움 히어로즈 → 웨이취엔 드래곤스
  - 김하성 : 키움 히어로즈 → 샌디에이고 파드리스 (총액 4+1년 3900만 달러)
  - 마이크 라이트 : NC 다이노스 → 시카고 화이트삭스[7]
  - 양현종 : KIA 타이거즈 → 텍사스 레인저스 (총액 1년 185만 달러)[7]
  - 다니엘 팔카 : 삼성 라이온즈 → 워싱턴 내셔널스[8]

- 신규 영입 외국인 선수
  - NC 다이노스 : 웨스 파슨스
  - 두산 베어스 : 아리엘 미란다, 워커 로켓
  - kt 위즈 : 조일로 알몬테
  - LG 트윈스 : 앤드류 수아레즈
  - 키움 히어로즈 : 조시 스미스, 데이비드 프레이타스
  - KIA 타이거즈 : 대니얼 멩덴
  - 롯데 자이언츠 : 앤더슨 프랑코
  - 삼성 라이온즈 : 호세 피렐라
  - SSG 랜더스 : 윌머 폰트, 아티 르위키
  - 한화 이글스 : 닉 킹엄, 라이언 카펜터, 라이언 힐리

- 재계약 성공 외국인 선수
  - NC 다이노스 : 드류 루친스키, 애런 알테어
  - 두산 베어스 : 호세 미구엘 페르난데스
  - kt 위즈 : 윌리엄 쿠에바스, 오드리사머 데스파이네
  - LG 트윈스 : 케이시 켈리, 로베르토 라모스
  - 키움 히어로즈 : 에릭 요키시
  - KIA 타이거즈 : 애런 브룩스, 프레스턴 터커
  - 롯데 자이언츠 : 딕슨 마차도, 댄 스트레일리
  - 삼성 라이온즈 : 데이비드 뷰캐넌, 벤 라이블리
  - SSG 랜더스 : 제이미 로맥

- 재계약 포기 외국인 선수
  - NC 다이노스 : 마이크 라이트
  - 두산 베어스 : 크리스 플렉센, 라울 알칸타라
  - kt 위즈 : 멜 로하스 주니어
  - LG 트윈스 : 타일러 윌슨
  - 키움 히어로즈 : 제이크 브리검, 에디슨 러셀
  - KIA 타이거즈 : 드류 가뇽
  - 롯데 자이언츠 : 애드리안 샘슨
  - 삼성 라이온즈 : 다니엘 팔카
  - SSG 랜더스 : 타일러 화이트, 리카르도 핀토
  - 한화 이글스 : 채드 벨, 브랜든 반즈, 워릭 서폴드

- 국내 복귀 선수
  - 추신수 : 텍사스 레인저스 → SSG 랜더스

### 시즌 중
- 독립야구단 영입 선수
  - 신재영 : 시흥 울브스 → SSG 랜더스
  - 윤산흠 : 스코어본 하이에나들 → 한화 이글스
  - 박정준 : 스코어본 하이에나들 → 삼성 라이온즈

- 독립야구단 이적 선수
  - 전용훈 : 두산 베어스 → 고양 위너스
  - 오현근 : 롯데 자이언츠 → 고양 위너스
  - 김연준 : 삼성 라이온즈 → 고양 위너스
  - 김창혁 : 한화 이글스 → 연천 미라클
  - 금민철 : 시흥 울브스 → 연천 미라클
  - 전종훈 : 스코어본 하이에나들 → 연천 미라클
  - 김성한 : 삼성 라이온즈 → 시흥 울브스
  - 문성우 : KIA 타이거즈 → 시흥 울브스
  - 최현성 : LG 트윈스 → 스코어본 하이에나들
  - 김윤환 : 키움 히어로즈 → 스코어본 하이에나들
  - 이창율 : LG 트윈스 → 스코어본 하이에나들
  - 문진제 : 두산 베어스 → 성남 맥파이스
  - 유재상 : LG 트윈스 → 성남 맥파이스
  - 류형우 : LG 트윈스 → 성남 맥파이스
  - 김정택 : LG 트윈스 → 성남 맥파이스
  - 최성민 : LG 트윈스 → 성남 맥파이스
  - 조재건 : 키움 히어로즈 → 성남 맥파이스
  - 정동욱 : 키움 히어로즈 → 성남 맥파이스
  - 김홍빈 : 키움 히어로즈 → 성남 맥파이스
  - 김규민 : 스코어본 하이에나들 → 성남 맥파이스
  - 이지원 : 롯데 자이언츠 → 파주 챌린저스
  - 구장익 : 스코어본 하이에나들 →  파주 챌린저스
  - 신제왕 : KIA 타이거즈 →  파주 챌린저스
  - 박성민 : 키움 히어로즈 →  파주 챌린저스
  - 이도현 : NC 다이노스 →  파주 챌린저스
  - 이원재 : NC 다이노스 →  파주 챌린저스
  - 이재율 : NC 다이노스 →  파주 챌린저스
  - 최금강 : NC 다이노스 →  파주 챌린저스

- FA 이적 선수
  - 이용찬 : 두산 베어스 → NC 다이노스 (총액 3+1년 27억)

- FA 영입에 따른 보상 선수 이적 선수
  - 박정수 : NC 다이노스 → 두산 베어스 (이용찬의 보상 선수 자격으로 이적)

- 군 입대 (상무 야구단 입단) 선수

없음
- 방출(계약 해지) 선수
  - SSG 랜더스 : 강지광, 고종욱, 권혁찬, 김경호, 김찬호, 김표승, 신재웅, 이재록, 정수민,  정영일, 정의윤, 최경모, 최경태, 최수빈, 허웅
  - kt 위즈 : 강민국, 고영찬, 김도현, 박규민, 박승욱, 박시윤, 박주현, 안승한, 유원상, 윤세훈, 이보근, 이홍구, 정주원, 조한욱, 최태성, 한승지
  - 한화 이글스 : 권용우, 김민기, 김민하, 김인환, 김지수, 김태욱, 문동욱, 박준범, 박한결, 서균, 정경운, 정기훈, 정인욱, 정진호
  - KIA 타이거즈 : 김명찬, 김연준, 김영환, 문선재, 백미카엘, 변시원, 심동섭, 양승철, 유민상, 차명진, 최승주, 황윤호, 황인준
  - 키움 히어로즈 : 김은성, 김정후, 문찬종, 박동혁, 박성우, 송우현, 임규빈, 조범준, 조성운, 차재용, 최규보, 허정협
  - 롯데 자이언츠 : 강동호, 강민성, 권동현, 김건국, 김정주, 노경은, 오현택, 한승혁, 홍지훈
  - NC 다이노스 : 권법수, 김영중, 김재중, 김준완, 김진성, 박진우, 윤수강, 이호중, 임창민, 조성현, 지석훈
  - LG 트윈스 : 고효준, 김지용, 이정우, 조용근, 최우혁, 함창건
  - 삼성 라이온즈 : 김결의, 김경민, 김동찬, 김재현, 김태수, 백승민, 봉민호, 안도원, 조경원, 최선호

- 방출 후 이적 선수
  - 한두솔 : kt 위즈 → SSG 랜더스

- 은퇴 선수
  - 모창민 : NC 다이노스 → 은퇴 (NC 다이노스 전력분석원, 스카우트)
  - 김대륙 : 롯데 자이언츠 → 은퇴 (롯데 자이언츠 티볼 순회코치)
  - 여건욱 : LG 트윈스 → 은퇴 (몸 편한 야구 코치)
  - 타일러 윌슨 : LG 트윈스 → 은퇴 (Ryan Homes 세일즈&마케팅 대표)
  - 이병규 : 롯데 자이언츠 → 은퇴 (롯데 자이언츠 2군 타격코치)
  - 장영석 : KIA 타이거즈 → 은퇴 (문우람베이스볼아카데미 코치)
  - 이성열 : 한화 이글스 → 은퇴 (kt 위즈 2군 타격코치)
  - 진야곱 : 두산 베어스 → 은퇴 (시흥 울브스 감독)
  - 안규성 : 키움 히어로즈 → 은퇴 (시흥 울브스 투수코치)
  - 박제윤 : 삼성 라이온즈 → 은퇴 (시흥 울브스 투수코치)
  - 이희성 : LG 트윈스 → 은퇴 (성남 맥파이스 투수코치)
  - 민병헌 : 롯데 자이언츠 → 은퇴
  - 나주환 : KIA 타이거즈 → 은퇴 (KIA 타이거즈 2군 작전/주루코치)
  - 오주원 : 키움 히어로즈 → 은퇴 (고양 히어로즈 전력분석원)
  - 송승준 : 롯데 자이언츠 → 은퇴 (롯데 자이언츠 단장 특별보좌)
  - 제이미 로맥 : SSG 랜더스 → 은퇴 (GREAT LAKE CANADIANS 퍼포먼스 디렉터)
  - 정상호 : SSG 랜더스 → 은퇴 (SSG 랜더스 2군 재활코치)
  - 임현준 : 삼성 라이온즈 → 은퇴 (삼성 라이온즈 스카우트팀)
  - 이현동 : 삼성 라이온즈 → 은퇴
  - 정태승 : 롯데 자이언츠 → 은퇴 (롯데 자이언츠 재활군 투수코치)
  - 이성우 : LG 트윈스 → 은퇴 (LG 트윈스 2군 배터리코치)
  - 김세현 : SSG 랜더스 → 은퇴
  - 노태형 : 한화 이글스 → 은퇴
  - 김진영 : 한화 이글스 → 은퇴 (한화 이글스 해외 스카우트)
  - 김용의 : LG 트윈스 → 은퇴 (LG 트윈스 스카우트팀 프런트)
  - 조현수 : 한화 이글스 → 은퇴 (동산고등학교 야구부 타격코치)

- 트레이드 영입 선수
  - 정진기, 정현 : SSG 랜더스 → NC 다이노스 (김찬형과 2:1 트레이드)
  - 김찬형 : NC 다이노스 → SSG 랜더스 (정진기, 정현과 2:1 트레이드)
  - 오선진 : 한화 이글스 → 삼성 라이온즈 (이성곤과 1:1 트레이드)
  - 이성곤 : 삼성 라이온즈 → 한화 이글스 (오선진과 1:1 트레이드)
  - 강경학 : 한화 이글스 → KIA 타이거즈 (백용환과 1:1 트레이드)
  - 백용환 : KIA 타이거즈 → 한화 이글스 (강경학과 1:1 트레이드)
  - 강윤구 : NC 다이노스 → 롯데 자이언츠 (2022년 KBO 리그 신인 드래프트 2차 4라운드 지명권과 트레이드)
  - 서건창 : 키움 히어로즈 → LG 트윈스 (정찬헌과 1:1 트레이드)
  - 정찬헌 : LG 트윈스 → 키움 히어로즈 (서건창과 1:1 트레이드)
  - 김준태, 오윤석 : 롯데 자이언츠 → kt 위즈 (이강준과 2:1 트레이드)
  - 이강준 : kt 위즈 → 롯데 자이언츠 (김준태, 오윤석과 2:1 트레이드)

- 방출 외국인 선수
  - 키움 히어로즈 : 조시 스미스 (사유 : 제이크 브리검으로 대체), 데이비드 프레이타스 (사유 : 성적 부진), 제이크 브리검 (사유 : 입국 지연)
  - 삼성 라이온즈 : 벤 라이블리 (사유 : 어깨 부상)
  - SSG 랜더스 : 아티 르위키 (사유 : 가슴 근육 부상)
  - kt 위즈 : 조일로 알몬테 (사유 : 아킬레스건 부상)
  - LG 트윈스 : 로베르토 라모스 (사유 : 허리 부상)
  - 한화 이글스 : 라이언 힐리 (사유 : 성적 부진)
  - KIA 타이거즈 : 애런 브룩스 (사유 : 대마초 성분 전자 담배 적발)

- 신규 영입 외국인 선수
  - 키움 히어로즈 : 제이크 브리검, 윌 크레익
  - 삼성 라이온즈 : 마이크 몽고메리
  - SSG 랜더스 : 샘 가빌리오
  - kt 위즈 : 제러드 호잉
  - LG 트윈스 : 저스틴 보어
  - 한화 이글스 : 에르난 페레즈
  - KIA 타이거즈 : 보 다카하시

- 해외 진출 선수
  - 에디슨 러셀 : 키움 히어로즈 → 아세레로스 데 몬클로바
  - 조시 스미스 : 키움 히어로즈 → 마이애미 말린스
  - 애드리안 샘슨 : 롯데 자이언츠 → 시카고 컵스
  - 데이비드 프레이타스 : 키움 히어로즈 → 탬파베이 레이스

- 국내 복귀 선수
  - 제이크 브리검 : 웨이취엔 드래곤스 → 키움 히어로즈
  - 제러드 호잉 : 토론토 블루제이스 → kt 위즈

- 2022년 신인지명 선수
  - kt 위즈[9] : 박영현, 이상우, 한지웅, 안현민, 우종휘, 최동희, 정정우, 권성준, 김병준, 송현제
  - 두산 베어스 : 이병헌, 김동준, 이원재, 신민철, 전희범, 윤태호, 정유석, 강동형, 임준형, 김시완, 강산
  - 삼성 라이온즈 : 이재현, 김영웅, 김재혁, 차동영, 신정환, 김서준, 조민성, 강도훈, 김상민, 장재혁, 윤정훈
  - LG 트윈스 : 조원태, 김주완, 최용하, 이주헌, 이지훈, 허준혁, 최원영, 김성우, 문정빈, 양진혁, 엄태경
  - 키움 히어로즈[10] : 주승우, 박찬혁, 송정인, 백진수, 노운현, 윤석원, 주승빈, 이명종, 김리안, 이세호, 박정훈, 김민수
  - SSG 랜더스[11] : 윤태현, 신헌민, 김도현, 박상후, 이기순, 강매성, 김태윤, 임성준, 전영준, 최유빈
  - NC 다이노스[12] : 박성재, 이준혁, 박동수, 김녹원, 조효원, 이한, 임지민, 이주형, 이현우, 오승택, 조민석, 서준교
  - 롯데 자이언츠[13] : 이민석, 조세진, 진승현, 윤동희, 김세민, 하혜성, 한태양, 김동혁, 엄장윤, 김서진, 김용완
  - KIA 타이거즈 : 김도영, 최지민, 윤도현, 강병우, 김찬민, 이성주, 백도렬, 황동하, 한승연, 신명승, 손진규
  - 한화 이글스 : 문동주, 박준영, 허인서, 유민, 양경모, 권광민, 김겸재, 이성민, 이재민, 신현수, 노석진

## 시범 경기
- 기간 : 3월 20일 ~ 3월 30일

| 순위 | 구단          | 경기 | 승 | 무 | 패 | 승률  | 연속 | 게임차 |
| ---- | ------------- | ---- | -- | -- | -- | ----- | ---- | ------ |
| 1    | 한화 이글스   | 7    | 6  | 0  | 1  | 0.857 | 3승  | 0.0    |
| 2    | kt 위즈       | 7    | 5  | 1  | 1  | 0.833 | 2승  | 0.5    |
| 3    | 롯데 자이언츠 | 7    | 4  | 1  | 2  | 0.667 | 2패  | 1.5    |
| 4    | 키움 히어로즈 | 7    | 2  | 3  | 2  | 0.500 | 1패  | 2.5    |
| 4    | 삼성 라이온즈 | 7    | 2  | 3  | 2  | 0.500 | 2패  | 2.5    |
| 6    | LG 트윈스     | 8    | 3  | 1  | 4  | 0.429 | 1패  | 3.0    |
| 6    | KIA 타이거즈  | 7    | 3  | 0  | 4  | 0.429 | 2패  | 3.0    |
| 8    | 두산 베어스   | 6    | 2  | 0  | 4  | 0.333 | 2승  | 3.5    |
| 9    | NC 다이노스   | 7    | 1  | 2  | 4  | 0.200 | 4패  | 4.0    |
| 10   | SSG 랜더스    | 7    | 1  | 1  | 5  | 0.167 | 1승  | 4.5    |

## 정규 리그
- 기간 : 4월 3일 ~ 10월 8일
- 잔여 경기 기간 : 10월 9일 ~ 10월 30일

개막 경기는 2019년도 순위를 기준으로 상위 팀들의 경기장인 잠실(KIA:두산), 고척(삼성:키움), 문학(롯데:SSG), 창원(LG:NC), 수원(한화:kt) 5개 구장에서 2연전으로 펼쳐졌다.

### 전체적으로 나온 경우의 수
이번 해는 놀랍게도 KBO 리그 역사 사상 최초로 총 6팀이 순위가 결정나지 않았다. 즉, 아래 표를 보면 이렇다. 우선 공동 선두를 달리는 KT 위즈와 삼성 라이온즈와 3위 LG 트윈스였다. 추가로 4위 두산 베어스, 5위 SSG 랜더스, 6위 키움 히어로즈도 포함된다. 이들은 최종 우승 및 와일드카드 결정전을 두고 서로 싸운다. 최종전 결과는 kt 위즈와 삼성 라이온즈가 모두 이기는 바람에 결국 승부가 나지 않아 타이브레이커 경기로 가리게 되었다. 그리고 LG 트윈스는 최종전에서 지면서 3위로 진출했다. 한편, 와일드카드 결정전의 결과는 탈락의 위기에 몰렸던 키움 히어로즈가 최종전에서 대승하고 SSG 랜더스가 지면서 기사회생으로 와일드카드 진출에 성공한다. 두산 베어스는 최종전에서 이기면서 4위로 가을야구에 진출했다.
| 범례                                                                                                  |
| --- |
| 우승한 팀 (포스트시즌 진출)                                                                           |
| 최종전에서 승리해 우승한 팀                                                                           |
| 2~4위 야구팀                                                                                          |
| 최종전 승리 (포스트시즌 진출)                                                                         |
| 이미 포스트시즌 확정인데 최종전에서 승리하고 타경기 결과에 따라 높은 순위를 차지한 팀 (우승팀은 제외) |
| 이미 포스트시즌 확정이고 최종전에서 비록 패배했지만 타경기에 의해 순위가 떨어지지 않은 팀             |
| 이미 포스트시즌은 확정이지만 최종전에서 패배한 팀 (패배해서 순위가 떨어진 포스트시즌 진출 팀도 포함)  |
| 이미 포스트시즌은 확정이고 최종전은 승리했지만 타경기가 해결되지 못하는 바람에 순위가 오르지 못한 팀  |
| 최종전 승리와 다른 경기 결과에 따라 포스트시즌에 진출한 팀                                            |
| 최종전에서 패배했지만 다른 경기에 의해 탈락하지 않고 포스트시즌에 진출한 팀                           |
| 최종전은 승리했으나 다른 경기의 결과 때문에 탈락한 팀                                                 |
| 최종전에서 결정적인 패배로 인해 탈락한 팀                                                             |
| 5위 와일드카드 제도에 진출한 팀                                                                       |
| 이미 탈락이 확정된 팀                                                                                 |
| 타이브레이커 경기                                                                                     |

#### 우승 경우의 수
우승하기 위해서는 총 3팀이 아래 결과 표처럼 해야 가능하다. KT 위즈의 경우는 무조건 승리하고 삼성이 져야 하고, 반대로 삼성 라이온즈의 경우도 무조건 이겨놓고 KT가 져야만 단독 우승이 가능하다. 무승부할 경우에도 단독 우승이 불가능한 경우는 아니지만 이럴 경우에는 무조건 상대편이 최종 경기에서 무조건 패하는 상황을 지켜봐야 하는 불안한 상태에 놓여있게 된다. LG 트윈스도 무조건 이겨놓고 KT와 삼성이 모두 패해야만 단독 우승을 할 수 있고, 역시 이긴다는 가정하에 KT나 삼성 중 두 팀 중 한 팀만 패할 경우에는 준우승을 차지한다. 하지만 LG 트윈스가 지면 무조건 3위에 머무른다.
| 순위 | 팀명          | 승점           | KT 위즈 1위           | 삼성 라이온즈 1위     | LG 트윈스 1위 | 타이브레이커 |
| ---- | ------------- | -------------- | --------------------- | --------------------- | ------------- | ------------ |
| 1위  | KT 위즈       | 76승 9무 59패  | 승리                  | 패배                  | 패배          | 승리         |
| 1위  | 삼성 라이온즈 | 76승 9무 59패  | 패배                  | 승리                  | 패배          | 승리         |
| 3위  | LG 트윈스     | 72승 14무 58패 | (승리 2위) (패배 3위) | (승리 2위) (패배 3위) | 승리          | 3위 확정     |

#### 4~5위 경우의 수
4위에서 6위까지도 경우의 수가 다양하다. 우선 키움 히어로즈가 다급한 상태에 놓여있으므로 무조건 최종전에서 이겨놓고 SSG가 지기를 기다리는 어려운 상태에 놓여있다. SSG 랜더스의 경우는 지지만 않으면 탈락하지 않고 안정적으로 최소 5위로 KBO 포스트시즌에 진출할 수 있었다. 또한 SSG 랜더스가 최종전에서 이기고 두산이 지면 4위까지 오른다. 두산 베어스는 이미 KBO 포스트시즌 진출 확정이지만 4위냐? 5위냐? 라는 결정에만 놓여있을 뿐인데 승리나 무승부만 해도 4위가 된다. 반대로 두산 베어스가 유일하게 지고 SSG가 이기면 5위로 내려앉는다.
| 순위 | 팀명          | 승점           | SSG 랜더스 4위 | SSG 랜더스 5위                                                                   | 키움 히어로즈 5위 |
| ---- | ------------- | -------------- | -------------- | -------------------------------------------------------------------------------- | ----------------- |
| 4위  | 두산 베어스   | 70승 8무 65패  | 패배 (5위)     | 승리 + SSG 승리 무승부 + SSG 승리 패배 + SSG 무승부 패배 + SSG 패배 - 4위 확정 - | 4위 확정          |
| 5위  | SSG 랜더스    | 66승 14무 64패 | 승리           | SSG 무승부 패배 + 키움 무승부 패배 + 키움 패배                                   | 패배 (탈락)       |
| 6위  | 키움 히어로즈 | 69승 7무 67패  | 탈락 확정      | 탈락 확정                                                                        | 승리 (5위)        |

1. 2021년 KBO 리그 최종전 경기는 그야말로 6팀이 경우의 수를 따지는 치열한 경기를 따지는 흥미로운 게임이었다. 초반부터 KT 위즈는 SSG 랜더스를 크게 압도하고 있었다. 삼성 라이온즈는 초반에 앞서나갔다가 역전을 당하면서 NC 다이노스랑 엎치락 뒤치락하는 경기를 하면서 1위를 빼앗길 일시적인 위기에 놓였으나 다시 역전승하면서 대승을 거뒀다. 이로써 KT와 삼성은 서로 나란히 이기는 바람에 승률이 같아졌다. 그런데 사실은 승률이 같으면 승자승원칙으로 들어가는데 실제로 삼성 라이온즈가 KT 위즈보다 앞서있었다. 이런 경우, 삼성 라이온즈가 자연히 단독 1위가 되고, KT 위즈가 준우승을 차지해야 되는데 이번 리그에서는 그냥 승률이 같으면 그냥 공동 순위를 정하여 타이브레이커 경기를 하게 되었다. 다만 승률이 같아졌지만 승자승에서 앞선 팀이 홈 경기에서 타이브레이커 경기를 하게 되고, 승자승에서 밀린 팀은 원정에서 타이브레이커 경기를 하게 되도록 바뀌었다. 한편, LG 트윈스는 끝까지 롯데 자이언츠와 0대0으로 팽팽한 경기를 하다가 밀어내기 볼넷을 통해 1점을 얻었으나 롯데 자이언츠가 바로 홈런을 터뜨리는 바람에 동점이 되었고 이후 역전패를 당해 자연히 3위에 머무르고 말았다.
2. 키움 히어로즈는 순조롭게 KIA 타이거즈를 크게 압도하여 비교적 안정적인 경기를 펼치고 있었다. 마침 SSG 랜더스가 KT 위즈에게 크게 밀리는 소식과 함께 결국 키움 히어로즈는 5위를 탈환해 와일드카드 경기에 진출했다.
3. SSG 랜더스는 무조건 지지만 않고 승리나 무승부만 거둔다면 일단 타경기 상관없이 최소 와일드카드로 포스트시즌에 진출할 수 있는 상태였지만 KT 위즈에게 대패당해 탈락했다.
4. 두산 베어스는 한화와 마음 편안하게 경기를 하면서 최종전에서 승리하여 4위를 차지했다.

| 날짜             | 원정 팀              | 득점 | 홈 팀                      | 장소                   | 승리  |
| ---------------- | -------------------- | ---- | -------------------------- | ---------------------- | ----- |
| 2021년 10월 30일 | KT 위즈              | 8:3  | SSG 랜더스                 | 인천SSG랜더스필드      |       |
| 2021년 10월 30일 | 삼성 라이온즈        | 11:5 | NC 다이노스                | 창원NC파크             |       |
| 2021년 10월 30일 | LG 트윈스            | 2:4  | 롯데 자이언츠              | 사직야구장             |       |
| 2021년 10월 30일 | 두산 베어스          | 5:3  | 한화 이글스                | 대전한화생명이글스파크 |       |
| 2021년 10월 30일 | 키움 히어로즈        | 6:1  | KIA 타이거즈               | 광주기아챔피언스필드   |       |
| 2021년 10월 30일 | KT 위즈              | 8:3  | SSG 랜더스                 | 인천SSG랜더스필드      | 패배! |
| 2021년 10월 31일 | KT 위즈 타이브레이커 | 1:0  | 삼성 라이온즈 타이브레이커 | 대구시민야구장         |       |

| 순위 | 팀            | 경기수 | 승     | 무 | 패     | 승자승      | 결과        | 비고                                                            |
| ---- | ------------- | ------ | ------ | -- | ------ | ----------- | ----------- | --------------------------------------------------------------- |
| 1    | KT 위즈       | 144    | 76 (1) | 9  | 59     | 7승 1무 9패 | 최종전 승리 | 삼성과의 맞대결에서 패배해 원정에서 타이브레이커 경기를 치름.   |
| 1    | 삼성 라이온즈 | 144    | 76     | 9  | 59 (1) | 9승 1무 7패 | 최종전 승리 | kt와의 맞대결에서 승리해서 홈구장에서 타이브레이커 경기를 치름. |
| 3    | LG 트윈스     | 144    | 72     | 14 | 58     | -           | 최종전 패배 | LG의 최종전 패배로 인해 삼성과 KT 결과와 관계없이 3위에 머무름  |
| 4    | 두산 베어스   | 144    | 71     | 8  | 65     | -           | 최종전 승리 | 최종 승리로 SSG 결과와 관계없이 4위 확정                        |
| 5    | 키움 히어로즈 | 144    | 70     | 7  | 67     | -           | 최종전 승리 | 같은 시간 SSG가 대패하여 와일드카드 진출                        |
| 6    | SSG 랜더스    | 144    | 66     | 14 | 64     | -           | 최종전 패배 | 같은 시간 키움이 대승하여 탈락함                                |

### 팀 순위
- kt 위즈와 삼성 라이온즈는 승률이 같아 10월 31일에 1986년 이후 35년만에 타이브레이크 경기를 치루게 됐다. 경기에서 kt 위즈가 삼성 라이온즈를 상대로 승리해 2013년 창단 이후 8년만에 정규 시즌에서 우승했다.
- 두산 베어스는 정규 시즌 4위였으나 와일드카드, 준플레이오프, 플레이오프를 승리하고 한국시리즈에 진출했고, 준우승을 해서 최종 2위가 됐다.

| 순위 | 구단          | 경기 | 승 | 무 | 패 | 승률  | 연속 | 게임차 | 포스트시즌             |
| ---- | ------------- | ---- | -- | -- | -- | ----- | ---- | ------ | ---------------------- |
| 1    | kt 위즈       | 144  | 76 | 9  | 59 | 0.563 | 1승  | 0.0    | 한국시리즈 진출        |
| 2    | 삼성 라이온즈 | 144  | 76 | 9  | 59 | 0.563 | 1승  | 0.0    | 플레이오프 진출        |
| 3    | LG 트윈스     | 144  | 72 | 14 | 58 | 0.554 | 1패  | 1.5    | 준플레이오프 진출      |
| 4    | 두산 베어스   | 144  | 71 | 8  | 65 | 0.522 | 2승  | 5.5    | 와일드카드 결정전 진출 |
| 5    | 키움 히어로즈 | 144  | 70 | 7  | 67 | 0.511 | 3승  | 7.0    | 와일드카드 결정전 진출 |
| 6    | SSG 랜더스    | 144  | 66 | 14 | 64 | 0.508 | 1패  | 7.5    | 진출 실패              |
| 7    | NC 다이노스   | 144  | 67 | 9  | 68 | 0.496 | 1패  | 9.0    | 진출 실패              |
| 8    | 롯데 자이언츠 | 144  | 65 | 8  | 71 | 0.478 | 1승  | 11.5   | 진출 실패              |
| 9    | KIA 타이거즈  | 144  | 58 | 10 | 76 | 0.433 | 2패  | 17.5   | 진출 실패              |
| 10   | 한화 이글스   | 144  | 49 | 12 | 82 | 0.371 | 6패  | 25.5   | 진출 실패              |

### 통계

#### 타자 TOP
| 부문        | 선수                   | 기록  |
| ----------- | ---------------------- | ----- |
| 타율(AVG)   | 이정후 (키움 히어로즈) | 0.360 |
| 홈런(HR)    | 최정 (SSG 랜더스)      | 35    |
| 타점(RBI)   | 양의지 (NC 다이노스)   | 111   |
| 득점(R)     | 구자욱 (삼성 라이온즈) | 107   |
| 안타(H)     | 전준우 (롯데 자이언츠) | 192   |
| 출루율(OBP) | 홍창기 (LG 트윈스)     | 0.456 |
| 장타율(SLG) | 양의지 (NC 다이노스)   | 0.581 |
| 도루(SB)    | 김혜성 (키움 히어로즈) | 46    |

#### 투수 TOP
| 부문            | 선수                                                        | 기록  |
| --------------- | ----------------------------------------------------------- | ----- |
| 승리(W)         | 에릭 요키시 (키움 히어로즈) 데이비드 뷰캐넌 (삼성 라이온즈) | 16    |
| 평균자책점(ERA) | 아리엘 미란다 (두산 베어스)                                 | 2.33  |
| 탈삼진(SO)      | 아리엘 미란다 (두산 베어스)                                 | 225   |
| 세이브(SV)      | 오승환 (삼성 라이온즈)                                      | 44    |
| 홀드(HLD)       | 장현식 (KIA 타이거즈)                                       | 34    |
| 승률(WPCT)      | 앤드류 수아레즈 (LG 트윈스)                                 | 0.833 |

### 시즌 1호 기록
- 1호 안타 : 키움 히어로즈 이용규
- 1호 볼넷 : 키움 히어로즈 송우현
- 1호 사구 : 삼성 라이온즈 이원석
- 1호 도루 : 한화 이글스 하주석
- 1호 도루저지 : SSG 랜더스 이재원
- 1호 타점 : 키움 히어로즈 박병호
- 1호 득점 : 키움 히어로즈 이용규
- 1호 홈런 : NC 다이노스 나성범
- 1호 백투백홈런 : SSG 랜더스 최정, 최주환
- 1호 희생타 : kt 위즈 심우준
- 1호 끝내기 : kt 위즈 배정대
- 1호 실책 : 삼성 라이온즈 이학주
- 1호 폭투 : 키움 히어로즈 안우진
- 1호 병살타 : 삼성 라이온즈 구자욱
- 1호 삼진투수 : 삼성 라이온즈 데이비드 뷰캐넌
- 1호 피삼진타자 : 키움 히어로즈 데이비드 프레이타스
- 1호 비디오판독 : 키움 히어로즈 김수환
- 1호 승리투수 : 키움 히어로즈 에릭 요키시
- 1호 패전투수 : 삼성 라이온즈 데이비드 뷰캐넌
- 1호 무승부투수 : NC 다이노스 원종현, 롯데 자이언츠 김원중
- 1호 홀드 : SSG 랜더스 김태훈
- 1호 세이브 : SSG 랜더스 김상수

### 개인 달성 기록

#### 4월
- 김현수(LG 트윈스)는 4월 4일 창원에서 열린 NC와의 경기에서 역대 20번째 통산 1800안타를 달성했다.
- 박병호(키움 히어로즈)는 4월 7일 고척에서 열린 KIA와의 경기에서 역대 102번째 통산 1200경기 출장을 달성했다.
- 김영규(NC 다이노스)는 4월 8일 창원에서 열린 롯데와의 경기에서 역대 9번째 5타자 연속 볼넷, 역대 2번째 한 이닝 5타자 연속 볼넷을 달성했다.
- 안치홍(롯데 자이언츠)은 4월 8일 창원에서 열린 NC와의 경기에서 역대 58번째 통산 1300안타를 달성했다.
- 강민호(삼성 라이온즈)는 4월 10일 대구에서 열린 kt와의 경기에서 역대 27번째 통산 6000타수를 달성했다.
- 이용규(키움 히어로즈)는 4월 11일 사직에서 열린 롯데와의 경기에서 역대 34번째 통산 1700경기 출장을 달성했다.
- 이성열(한화 이글스)은 4월 11일 대전에서 열린 두산과의 경기에서 역대 75번째 통산 500사사구를 달성했다.
- 박경수(kt 위즈)는 4월 13일 잠실에서 열린 두산과의 경기에서 역대 27번째 통산 700볼넷, 역대 52번째 통산 150홈런을 달성했다.
- 서건창(키움 히어로즈)은 4월 14일 고척에서 열린 LG와의 경기에서 역대 159번째 통산 네 자릿수 경기 출장을 달성했다.
- 안치홍(롯데 자이언츠)은 4월 14일 광주에서 열린 KIA와의 경기에서 역대 42번째 통산 250번째 2루타를 달성했다.
- 허경민(두산 베어스)은 4월 17일 잠실에서 열린 LG와의 경기에서 역대 105번째 통산 네 자릿수 안타를 달성했다.
- 원태인(삼성 라이온즈)은 4월 18일 사직에서 열린 롯데와의 경기에서 역대 42번째 두 경기 연속 두 자릿수 탈삼진을 달성했다.
- 최형우(KIA 타이거즈)는 4월 20일 잠실에서 열린 LG와의 경기에서 역대 12번째 통산 2000안타를 달성했다.
- 강민호(삼성 라이온즈)는 4월 20일 대구에서 열린 SSG와의 경기에서 역대 20번째 통산 2800루타를 달성했다.
- 이재원(SSG 랜더스)은 4월 20일 대구에서 열린 삼성과의 경기에서 역대 103번째 통산 1200경기 출장을 달성했다.
- 전준우(롯데 자이언츠)는 4월 21일 사직에서 열린 두산과의 경기에서 역대 76번째 통산 500사사구를 달성했다.
- 김강민(SSG 랜더스)은 4월 21일 대구에서 열린 삼성과의 경기에서 역대 58번째 통산 2800루타를 달성했다.
- 황재균(kt 위즈)은 4월 22일 창원에서 열린 NC와의 경기에서 역대 41번째 통산 1600경기 출장, 역대 30번째 통산 2600루타를 달성했다.
- 강태율(롯데 자이언츠)은 4월 23일 수원에서 열린 kt와의 경기에서 역대 2번째 투수 등판 다음 날 홈런을 달성했다.
- 박석민(NC 다이노스)은 4월 24일 잠실에서 열린 두산과의 경기에서 역대 42번째 통산 1600경기 출장을 달성했다.
- 김현수(LG 트윈스)는 4월 25일 대전에서 열린 한화와의 경기에서 역대 21번째 통산 2800루타를 달성했다.
- 정훈(롯데 자이언츠)은 4월 25일 수원에서 열린 kt와의 경기에서 역대 160번째 통산 네 자릿수 경기 출장을 달성했다.
- 오승환(삼성 라이온즈)은 4월 25일 광주에서 열린 KIA와의 경기에서 역대 1번째 통산 300세이브를 달성했다.
- 최정(SSG 랜더스)은 4월 25일 고척에서 열린 키움과의 경기에서 역대 23번째 통산 1800경기 출장을 달성했다.
- 이용규(키움 히어로즈)는 4월 27일 고척에서 열린 두산과의 경기에서 역대 38번째 통산 2300루타를 달성했다.
- 구자욱(삼성 라이온즈)은 4월 27일 대구에서 열린 NC와의 경기에서 역대 98번째 통산 세 자릿수 홈런을 달성했다.
- 양의지(NC 다이노스)는 4월 29일 대구에서 열린 삼성과의 경기에서 역대 28번째 사이클링 히트를 달성했다.
- 김선빈(KIA 타이거즈)은 4월 29일 광주에서 열린 한화와의 경기에서 역대 91번째 통산 1100안타를 달성했다.
- 손아섭(롯데 자이언츠)은 4월 29일 잠실에서 열린 LG와의 경기에서 역대 22번째 통산 2800루타를 달성했다.
- 조일로 알몬테(kt 위즈)는 4월 30일 수원에서 열린 KIA와의 경기에서 역대 10번째 좌우타석 홈런을 달성했다.

#### 5월
- 노경은(롯데 자이언츠)은 5월 2일 사직에서 열린 한화와의 경기에서 역대 65번째 통산 1100이닝을 달성했다.
- 오승환(삼성 라이온즈)은 5월 2일 대구에서 열린 LG와의 경기에서 역대 46번째 통산 500경기 출장을 달성했다.
- 양의지(NC 다이노스)는 5월 5일 창원에서 열린 SSG와의 경기에서 역대 50번째 통산 2100루타를 달성했다.
- 김현수(LG 트윈스)는 5월 5일 잠실에서 열린 두산과의 경기에서 역대 29번째 통산 200홈런을 달성했다.
- 송은범(LG 트윈스)은 5월 5일 잠실에서 열린 두산과의 경기에서 역대 34번째 통산 1400이닝을 달성했다.
- 서건창(키움 히어로즈)은 5월 5일 고척에서 열린 kt와의 경기에서 역대 56번째 통산 700득점을 달성했다.
- 이대호(롯데 자이언츠)는 5월 5일 사직에서 열린 KIA와의 경기에서 역대 27번째 통산 300번째 2루타를 달성했다.
- 김상수(삼성 라이온즈)는 5월 5일 대전에서 열린 한화와의 경기에서 역대 77번째 통산 200번째 2루타를 달성했다.
- 강민호(삼성 라이온즈)는 5월 5일 대전에서 열린 한화와의 경기에서 역대 28번째 통산 300번째 2루타를 달성했다.
- 박석민(NC 다이노스)은 5월 6일 창원에서 열린 SSG와의 경기에서 역대 19번째 통산 네 자릿수 타점을 달성했다.
- 나성범(NC 다이노스)은 5월 6일 창원에서 열린 SSG와의 경기에서 역대 73번째 통산 1200안타를 달성했다.
- 양의지(NC 다이노스)는 5월 8일 수원에서 열린 kt와의 경기에서 역대 59번째 통산 1300안타를 달성했다.
- 김민성(LG 트윈스)은 5월 8일 잠실에서 열린 한화와의 경기에서 역대 43번째 통산 250번째 2루타를 달성했다.
- 박해민(삼성 라이온즈)은 5월 9일 대구에서 열린 롯데와의 경기에서 역대 161번째 통산 네 자릿수 경기 출장을 달성했다.
- 박경수(kt 위즈)는 5월 9일 수원에서 열린 NC와의 경기에서 역대 60번째 통산 1300안타를 달성했다.
- 김민성(LG 트윈스)은 5월 9일 잠실에서 열린 한화와의 경기에서 역대 70번째 통산 1400경기 출장을 달성했다.
- 나주환(KIA 타이거즈)은 5월 9일 광주에서 열린 두산과의 경기에서 역대 54번째 통산 1500경기 출장을 달성했다.
- 서진용(SSG 랜더스)은 5월 9일 문학에서 열린 키움과의 경기에서 역대 38번째 더블 헤더 연속 세이브를 달성했다.
- 나성범(NC 다이노스)은 5월 11일 대전에서 열린 한화와의 경기에서 역대 44번째 통산 250번째 2루타를 달성했다.
- 김태군(NC 다이노스)은 5월 11일 대전에서 열린 한화와의 경기에서 역대 162번째 통산 네 자릿수 경기 출장을 달성했다.
- 박병호(키움 히어로즈)는 5월 11일 잠실에서 열린 두산과의 경기에서 역대 34번째 통산 세 자릿수 사구를 달성했다.
- 손아섭(롯데 자이언츠)은 5월 11일 사직에서 열린 SSG와의 경기에서 역대 26번째 통산 200도루를 달성했다.
- 정의윤(SSG 랜더스)은 5월 11일 사직에서 열린 롯데와의 경기에서 역대 92번째 통산 1100안타를 달성했다.
- 지석훈(NC 다이노스)은 5월 12일 대전에서 열린 한화와의 경기에서 역대 104번째 통산 1200경기 출장을 달성했다.
- 박해민(삼성 라이온즈)은 5월 12일 수원에서 열린 kt와의 경기에서 역대 24번째 8년 연속 두 자릿수 도루를 달성했다.
- 우규민(삼성 라이온즈)은 5월 12일 수원에서 열린 kt와의 경기에서 역대 25번째 통산 600경기 출장을 달성했다.
- 최정(SSG 랜더스)은 5월 12일 사직에서 열린 롯데와의 경기에서 역대 7번째 통산 1200타점, 역대 4번째 통산 300홈런-150도루를 달성했다.
- 손아섭(롯데 자이언츠)은 5월 13일 사직에서 열린 SSG와의 경기에서 역대 28번째 통산 6000타수를 달성했다.
- 김현수(LG 트윈스)는 5월 14일 잠실에서 열린 삼성과의 경기에서 역대 12번째 통산 1100타점을 달성했다.
- 서건창(키움 히어로즈)은 5월 15일 고척에서 열린 한화와의 경기에서 역대 74번째 통산 1200안타를 달성했다.
- 오재일(삼성 라이온즈)은 5월 18일 대구에서 열린 키움과의 경기에서 역대 53번째 통산 150홈런을 달성했다.
- 최정(SSG 랜더스)은 5월 18일 광주에서 열린 KIA와의 경기에서 역대 1번째 16년 연속 두 자릿수 홈런, 역대 21번째 통산 1800안타를 달성했다.
- 이원석(삼성 라이온즈)은 5월 19일 대구에서 열린 키움과의 경기에서 역대 55번째 통산 1500경기 출장을 달성했다.
- 유희관(두산 베어스)은 5월 21일 잠실에서 열린 롯데와의 경기에서 역대 32번째 통산 6000타자 상대를 달성했다.
- 박병호(키움 히어로즈)는 5월 23일 고척에서 열린 NC와의 경기에서 역대 28번째 통산 900타점을 달성했다.
- 구자욱(삼성 라이온즈)은 5월 26일 창원에서 열린 NC와의 경기에서 역대 100번째 통산 500타점을 달성했다.
- 최정(SSG 랜더스)은 5월 26일 수원에서 열린 kt와의 경기에서 역대 17번째 통산 800볼넷를 달성했다.
- 양의지(NC 다이노스)는 5월 27일 창원에서 열린 삼성과의 경기에서 역대 25번째 8년 연속 두 자릿수 홈런, 역대 54번째 통산 600사사구를 달성했다.
- 구자욱(삼성 라이온즈)은 5월 27일 창원에서 열린 NC와의 경기에서 역대 31번째 7년 연속 두 자릿수 도루를 달성했다.
- 김재환(두산 베어스)은 5월 28일 대구에서 열린 삼성과의 경기에서 역대 48번째 6년 연속 두 자릿수 홈런을 달성했다.
- 박석민(NC 다이노스)은 5월 29일 사직에서 열린 롯데와의 경기에서 역대 38번째 통산 1500안타를 달성했다.
- 이명기(NC 다이노스)는 5월 29일 사직에서 열린 롯데와의 경기에서 역대 106번째 통산 네 자릿수 안타를 달성했다.
- 손아섭(롯데 자이언츠)은 5월 29일 사직에서 열린 NC와의 경기에서 역대 43번째 통산 1600경기 출장을 달성했다.
- 오재일(삼성 라이온즈)은 5월 29일 대구에서 열린 두산과의 경기에서 역대 70번째 통산 600타점을 달성했다.

#### 6월
- 나성범(NC 다이노스)은 6월 1일 창원에서 열린 두산과의 경기에서 역대 51번째 통산 2100루타를 달성했다.
- 정수빈(두산 베어스)은 6월 1일 창원에서 열린 NC와의 경기에서 역대 105번째 통산 1200경기 출장을 달성했다.
- 제이미 로맥(SSG 랜더스)은 6월 2일 문학에서 열린 삼성과의 경기에서 역대 66번째 5년 연속 두 자릿수 홈런을 달성했다.
- 박해민(삼성 라이온즈)은 6월 4일 고척에서 열린 키움과의 경기에서 역대 12번째 통산 300도루를 달성했다.
- 김현수(LG 트윈스)는 6월 5일 광주에서 열린 KIA와의 경기에서 역대 12번째 통산 350번째 2루타를 달성했다.
- 최정(SSG 랜더스)은 6월 5일 잠실에서 열린 두산과의 경기에서 역대 1번째 통산 280사구를 달성했다.
- 박석민(NC 다이노스)은 6월 6일 창원에서 열린 한화와의 경기에서 역대 6번째 14년 연속 두 자릿수 홈런을 달성했다.
- 이용규(키움 히어로즈)는 6월 8일 대전에서 열린 한화와의 경기에서 역대 101번째 통산 500타점을 달성했다.
- 강민호(삼성 라이온즈)는 6월 8일 대구에서 열린 KIA와의 경기에서 역대 21번째 통산 1900경기 출장을 달성했다.
- 최정(SSG 랜더스)은 6월 8일 문학에서 열린 kt와의 경기에서 역대 6번째 통산 3300루타를 달성했다.
- 박민우(NC 다이노스)는 6월 9일 잠실에서 열린 LG와의 경기에서 역대 25번째 8년 연속 두 자릿수 도루를 달성했다.
- 김상수(삼성 라이온즈)는 6월 9일 대구에서 열린 KIA와의 경기에서 역대 71번째 통산 1400경기 출장을 달성했다.
- 이원석(삼성 라이온즈)은 6월 11일 대구에서 열린 NC와의 경기에서 역대 75번째 통산 1200안타를 달성했다.
- 서건창(키움 히어로즈)은 6월 12일 문학에서 열린 SSG와의 경기에서 역대 59번째 통산 500사사구를 달성했다.
- 강민호(삼성 라이온즈)는 6월 12일 대구에서 열린 NC와의 경기에서 역대 28번째 통산 1700안타를 달성했다.
- 오지환(LG 트윈스)은 6월 13일 잠실에서 열린 두산과의 경기에서 역대 45번째 통산 250번째 2루타를 달성했다.
- 손아섭(롯데 자이언츠)은 6월 15일 대전에서 열린 한화와의 경기에서 역대 29번째 통산 800사사구를 달성했다.
- 허경민(두산 베어스)은 6월 16일 잠실에서 열린 삼성과의 경기에서 역대 127번째 통산 1100경기 출장을 달성했다.
- 박해민(삼성 라이온즈)은 6월 16일 잠실에서 열린 두산과의 경기에서 역대 6번째 8년 연속 20도루를 달성했다.
- 오지환(LG 트윈스)은 6월 17일 고척에서 열린 키움과의 경기에서 역대 72번째 통산 1400경기 출장을 달성했다.
- 이용규(키움 히어로즈)는 6월 17일 고척에서 열린 LG와의 경기에서 역대 15번째 통산 1900안타, 역대 46번째 통산 250번째 2루타를 달성했다.
- 전준우(롯데 자이언츠)는 6월 17일 대전에서 열린 한화와의 경기에서 역대 45번째 통산 2200루타를 달성했다.
- 이재원(SSG 랜더스)은 6월 18일 대전에서 열린 한화와의 경기에서 역대 107번째 통산 네 자릿수 안타를 달성했다.
- 정우람(한화 이글스)은 6월 18일 대전에서 열린 SSG와의 경기에서 역대 2번째 통산 900경기 출장을 달성했다.
- 박병호(키움 히어로즈)는 6월 19일 창원에서 열린 NC와의 경기에서 역대 20번째 9년 연속 두 자릿수 홈런, 역대 39번째 통산 2300루타를 달성했다.
- 김상수(삼성 라이온즈)는 6월 19일 사직에서 열린 롯데와의 경기에서 역대 57번째 통산 700득점을 달성했다.
- 한유섬(SSG 랜더스)은 6월 19일 대전에서 열린 한화와의 경기에서 역대 67번째 5년 연속 두 자릿수 홈런을 달성했다.
- 제이미 로맥(SSG 랜더스)은 6월 20일 대전에서 열린 한화와의 경기에서 역대 54번째 통산 150홈런을 달성했다.
- 김상수(SSG 랜더스)는 6월 20일 대전에서 열린 한화와의 경기에서 역대 15번째 통산 세 자릿수 홀드를 달성했다.
- 나성범(NC 다이노스)은 6월 22일 사직에서 열린 롯데와의 경기에서 역대 163번째 통산 네 자릿수 경기 출장을 달성했다.
- 양의지(NC 다이노스)는 6월 22일 사직에서 열린 롯데와의 경기에서 역대 38번째 통산 800타점을 달성했다.
- 김현수(LG 트윈스)는 6월 22일 문학에서 열린 SSG와의 경기에서 역대 31번째 7년 연속 두 자릿수 홈런을 달성했다.
- 전준우(롯데 자이언츠)는 6월 22일 사직에서 열린 NC와의 경기에서 역대 48번째 통산 1400안타를 달성했다.
- 오재일(삼성 라이온즈)은 6월 22일 대구에서 열린 한화와의 경기에서 역대 32번째 7년 연속 두 자릿수 홈런을 달성했다.
- 구자욱(삼성 라이온즈)은 6월 23일 대구에서 열린 한화와의 경기에서 역대 33번째 7년 연속 두 자릿수 홈런을 달성했다.
- 이성열(한화 이글스)은 6월 23일 대구에서 열린 삼성과의 경기에서 역대 56번째 통산 1500경기 출장을 달성했다.
- 나성범(NC 다이노스)은 6월 24일 사직에서 열린 롯데와의 경기에서 역대 35번째 통산 세 자릿수 사구를 달성했다.
- 이지영(키움 히어로즈)은 6월 24일 잠실에서 열린 두산과의 경기에서 역대 164번째 통산 네 자릿수 경기 출장을 달성했다.
- 박석민(NC 다이노스)은 6월 25일 창원에서 열린 SSG와의 경기에서 역대 31번째 통산 2600루타를 달성했다.
- 윌리엄 쿠에바스(kt 위즈)는 6월 25일 대전에서 열린 한화와의 경기에서 역대 20번째 9이닝 미만 완봉승을 달성했다.
- 양의지(NC 다이노스)는 6월 26일 창원에서 열린 SSG와의 경기에서 역대 46번째 통산 2200루타를 달성했다.
- 김현수(LG 트윈스)는 6월 26일 대구에서 열린 삼성과의 경기에서 역대 18번째 통산 800사사구를 달성했다.
- 손아섭(롯데 자이언츠)은 6월 26일 잠실에서 열린 두산과의 경기에서 역대 9번째 통산 1100득점을 달성했다.
- 이재학(NC 다이노스)은 6월 27일 창원에서 열린 SSG와의 경기에서 역대 66번째 통산 1100이닝을 달성했다.
- 이주형(키움 히어로즈)은 6월 27일 고척에서 열린 KIA와의 경기에서 역대 94번째 데뷔 첫 안타를 홈런으로 달성했다.
- 김강민(SSG 랜더스)은 6월 27일 창원에서 열린 NC와의 경기에서 역대 35번째 통산 1700경기 출장을 달성했다.
- 강민호(삼성 라이온즈)는 6월 29일 문학에서 열린 SSG와의 경기에서 역대 10번째 12년 연속 두 자릿수 홈런을 달성했다.
- 최정(SSG 랜더스)은 6월 29일 문학에서 열린 삼성과의 경기에서 역대 4번째 6년 연속 20홈런을 달성했다.
- 전준우(롯데 자이언츠)는 6월 30일 고척에서 열린 키움과의 경기에서 역대 38번째 통산 800득점을 달성했다.
- 박병호(키움 히어로즈)는 6월 30일 고척에서 열린 롯데와의 경기에서 역대 39번째 통산 800득점을 달성했다.
- 이대호(롯데 자이언츠)는 6월 30일 고척에서 열린 키움과의 경기에서 역대 9번째 13년 연속 두 자릿수 홈런, 역대 25번째 통산 900득점을 달성했다.

#### 7월
- 김현수(LG 트윈스)는 7월 1일 잠실에서 열린 kt와의 경기에서 역대 44번째 통산 1600경기 출장을 달성했다.
- 구자욱(삼성 라이온즈)은 7월 1일 문학에서 열린 SSG와의 경기에서 역대 78번째 통산 600득점을 달성했다.
- 오승환(삼성 라이온즈)은 7월 1일 문학에서 열린 SSG와의 경기에서 역대 1번째 통산 320세이브를 달성했다.
- 최정(SSG 랜더스)은 7월 1일 문학에서 열린 삼성과의 경기에서 역대 5번째 통산 1100사사구를 달성했다.
- 황재균(kt 위즈)은 7월 2일 수원에서 열린 키움과의 경기에서 역대 26번째 통산 900득점을 달성했다.
- 김성현(SSG 랜더스)은 7월 2일 문학에서 열린 롯데와의 경기에서 역대 106번째 통산 1200경기 출장을 달성했다.
- 강민호(삼성 라이온즈)는 7월 4일 창원에서 열린 NC와의 경기에서 역대 40번째 통산 800득점을 달성했다.
- 안치홍(롯데 자이언츠)은 7월 5일 문학에서 열린 SSG와의 경기에서 역대 87번째 통산 1300경기 출장을 달성했다.
- 윌머 폰트(SSG 랜더스)는 7월 6일 고척에서 열린 키움과의 경기에서 역대 31번째 선발 타자 전원 탈삼진을 달성했다.
- 이정후(키움 히어로즈)는 7월 7일 고척에서 열린 SSG와의 경기에서 역대 78번째 5년 연속 세 자릿수 안타를 달성했다.
- 최형우(KIA 타이거즈)는 7월 7일 대전에서 열린 한화와의 경기에서 역대 9번째 통산 900사구를 달성했다.
- 황재균(kt 위즈)은 7월 8일 대구에서 열린 삼성과의 경기에서 역대 29번째 통산 1700안타를 달성했다.
- 최형우(KIA 타이거즈)는 7월 9일 광주에서 열린 kt와의 경기에서 역대 10번째 통산 네 자릿수 사사구를 달성했다.
- 전준우(롯데 자이언츠)는 7월 9일 대구에서 열린 삼성과의 경기에서 역대 51번째 통산 700타점을 달성했다.
- 안치홍(롯데 자이언츠)은 7월 9일 대구에서 열린 삼성과의 경기에서 역대 59번째 통산 2000루타를 달성했다.
- 박해민(삼성 라이온즈)은 7월 10일 대구에서 열린 롯데와의 경기에서 역대 331번째 1회말 선두 타자 홈런을 달성했다.
- 정우람(한화 이글스)은 7월 10일 문학에서 열린 SSG와의 경기에서 역대 7번째 통산 190세이브를 달성했다.

#### 8월
- 유한준(kt 위즈)은 8월 11일 고척에서 열린 키움과의 경기에서 역대 45번째 통산 1600경기 출장을 달성했다.
- 박경수(kt 위즈)는 8월 11일 고척에서 열린 키움과의 경기에서 역대 47번째 통산 250번째 2루타를 달성했다.
- 이용규(키움 히어로즈)는 8월 11일 고척에서 열린 kt와의 경기에서 역대 19번째 통산 800볼넷를 달성했다.
- 이대호(롯데 자이언츠)는 8월 11일 창원에서 열린 NC와의 경기에서 역대 7번째 통산 3300루타를 달성했다.
- 강민호(삼성 라이온즈)는 8월 11일 대구에서 열린 두산과의 경기에서 역대 30번째 통산 800사사구를 달성했다.
- 전준우(롯데 자이언츠)는 8월 12일 창원에서 열린 NC와의 경기에서 역대 79번째 5년 연속 세 자릿수 안타를 달성했다.
- 박건우(두산 베어스)는 8월 13일 고척에서 열린 키움과의 경기에서 역대 78번째 통산 200번째 2루타를 달성했다.
- 심우준(kt 위즈)은 8월 14일 수원에서 열린 삼성과의 경기에서 역대 41번째 6년 연속 두 자릿수 도루를 달성했다.
- 손아섭(롯데 자이언츠)은 8월 14일 잠실에서 열린 LG와의 경기에서 역대 13번째 통산 2000안타를 달성했다.
- 김강민(SSG 랜더스)은 8월 15일 인천에서 열린 KIA와의 경기에서 역대 78번째 통산 500사사구를 달성했다.
- 김현수(LG 트윈스)는 8월 17일 수원에서 열린 kt와의 경기에서 역대 19번째 통산 2900루타를 달성했다.
- 정우람(한화 이글스)은 8월 17일 대전에서 열린 삼성과의 경기에서 역대 3번째 8년 연속 두 자릿수 세이브를 달성했다.
- 유한준(kt 위즈)은 8월 18일 수원에서 열린 LG와의 경기에서 역대 58번째 통산 700득점을 달성했다.
- 강민호(삼성 라이온즈)는 8월 18일 대전에서 열린 한화와의 경기에서 역대 20번째 통산 네 자릿수 타점을 달성했다.
- 이원석(삼성 라이온즈)은 8월 19일 대전에서 열린 한화와의 경기에서 역대 79번째 통산 500사사구를 달성했다.
- 나성범(NC 다이노스)은 8월 20일 창원에서 열린 LG와의 경기에서 역대 30번째 통산 200홈런을 달성했다.
- 양의지(NC 다이노스)는 8월 20일 창원에서 열린 LG와의 경기에서 역대 48번째 통산 250번째 2루타를 달성했다.
- 박병호(키움 히어로즈)는 8월 20일 광주에서 열린 KIA와의 경기에서 역대 79번째 통산 200번째 2루타를 달성했다.
- 손아섭(롯데 자이언츠)은 8월 20일 사직에서 열린 kt와의 경기에서 역대 8번째 12년 연속 세 자릿수 안타를 달성했다.
- 전준우(롯데 자이언츠)는 8월 20일 사직에서 열린 kt와의 경기에서 역대 88번째 통산 1300경기 출장을 달성했다.
- 강민호(삼성 라이온즈)는 8월 20일 대구에서 열린 SSG와의 경기에서 역대 20번째 통산 2900루타를 달성했다.
- 홍창기(LG 트윈스)는 8월 22일 창원에서 열린 NC와의 경기에서 역대 88번째 인사이드 파크 홈런을 달성했다.
- 박해민(삼성 라이온즈)은 8월 22일 대구에서 열린 SSG와의 경기에서 역대 93번째 통산 1100안타를 달성했다.
- 김재호(두산 베어스)는 8월 26일 창원에서 열린 NC와의 경기에서 역대 57번째 통산 1500경기 출장을 달성했다.
- 김선빈(KIA 타이거즈)은 8월 26일 광주에서 열린 롯데와의 경기에서 역대 107번째 통산 1200경기 출장을 달성했다.
- 구자욱(삼성 라이온즈)은 8월 26일 잠실에서 열린 LG와의 경기에서 역대 35번째 7년 연속 세 자릿수 안타를 달성했다.
- 양의지(NC 다이노스)는 8월 27일 창원에서 열린 두산과의 경기에서 역대 31번째 통산 200홈런을 달성했다.
- 유한준(kt 위즈)은 8월 28일 수원에서 열린 삼성과의 경기에서 역대 40번째 통산 2300루타를 달성했다.
- 양의지(NC 다이노스)는 8월 29일 대전에서 열린 한화와의 경기에서 역대 73번째 통산 1400경기 출장을 달성했다.
- 최형우(KIA 타이거즈)는 8월 29일 인천에서 열린 SSG와의 경기에서 역대 5번째 통산 3500루타를 달성했다.
- 황재균(kt 위즈)은 8월 31일 대전에서 열린 한화와의 경기에서 역대 27번째 통산 2700루타를 달성했다.
- 오지환(LG 트윈스)은 8월 31일 사직에서 열린 롯데와의 경기에서 역대 60번째 통산 2000루타를 달성했다.
- 오재일(삼성 라이온즈)은 8월 31일 대구에서 열린 키움과의 경기에서 역대 128번째 통산 1100경기 출장을 달성했다.
- 김상수(삼성 라이온즈)는 8월 31일 대구에서 열린 키움과의 경기에서 역대 102번째 통산 500타점을 달성했다.

#### 9월
- 구자욱(삼성 라이온즈)은 9월 1일 대구에서 열린 키움과의 경기에서 역대 98번째 통산 세 자릿수 도루를 달성했다.
- 김원중(롯데 자이언츠)은 9월 3일 사직에서 열린 한화와의 경기에서 역대 39번째 더블 헤더 연속 세이브를 달성했다.
- 구자욱(삼성 라이온즈)은 9월 3일 광주에서 열린 KIA와의 경기에서 역대 108번째 통산 네 자릿수 안타를 달성했다.
- 나성범(NC 다이노스)은 9월 4일 창원에서 열린 롯데와의 경기에서 역대 47번째 통산 2200루타를 달성했다.
- 손아섭(롯데 자이언츠)은 9월 4일 창원에서 열린 NC와의 경기에서 역대 21번째 통산 2900루타를 달성했다.
- 박해민(삼성 라이온즈)은 9월 4일 대구에서 열린 두산과의 경기에서 역대 36번째 7년 연속 세 자릿수 안타를 달성했다.
- 나성범(NC 다이노스)은 9월 5일 창원에서 열린 롯데와의 경기에서 역대 39번째 통산 800타점을 달성했다.
- 양석환(두산 베어스)은 9월 5일 대구에서 열린 삼성과의 경기에서 역대 56번째 3연타석 홈런을 달성했다.
- 정훈(롯데 자이언츠)은 9월 7일 대구에서 열린 삼성과의 경기에서 역대 109번째 통산 500득점을 달성했다.
- 황재균(kt 위즈)은 9월 8일 수원에서 열린 KIA와의 경기에서 역대 34번째 7년 연속 두 자릿수 홈런, 역대 7번째 13년 연속 두 자릿수 도루를 달성했다.
- 김선빈(KIA 타이거즈)은 9월 8일 수원에서 열린 kt와의 경기에서 역대 80번째 5년 연속 세 자릿수 안타를 달성했다.
- 이대호(롯데 자이언츠)는 9월 8일 대구에서 열린 삼성과의 경기에서 역대 5번째 통산 1300타점을 달성했다.
- 최정(SSG 랜더스)은 9월 8일 문학에서 열린 LG와의 경기에서 역대 1번째 통산 290사구를 달성했다.
- 김강민(SSG 랜더스)은 9월 8일 문학에서 열린 LG와의 경기에서 역대 48번째 통산 5000타수를 달성했다.
- 박경수(kt 위즈)는 9월 9일 대구에서 열린 삼성과의 경기에서 역대 24번째 통산 1800경기 출장을 달성했다.
- 노수광(한화 이글스)은 9월 9일 잠실에서 열린 LG와의 경기에서 역대 99번째 통산 세 자릿수 도루를 달성했다.
- 박건우(두산 베어스)는 9월 10일 창원에서 열린 NC와의 경기에서 역대 57번째 6년 연속 세 자릿수 안타를 달성했다.
- 구자욱(삼성 라이온즈)은 9월 10일 대구에서 열린 kt와의 경기에서 역대 10번째 7년 연속 200루타를 달성했다.
- 안치홍(롯데 자이언츠)은 9월 11일 사직에서 열린 키움과의 경기에서 역대 52번째 통산 700타점을 달성했다.
- 이영하(두산 베어스)는 9월 12일 잠실에서 열린 LG와의 경기에서 역대 6번째 더블 헤더 연속 승을 달성했다.
- 고영표(kt 위즈)는 9월 12일 수원에서 열린 SSG와의 경기에서 역대 136번째 무사사구 완봉승을 달성했다.
- 김현수(LG 트윈스)는 9월 12일 잠실에서 열린 두산과의 경기에서 역대 9번째 12년 연속 세 자릿수 안타, 역대 16번째 통산 1900안타를 달성했다.
- 이용규(키움 히어로즈)는 9월 12일 사직에서 열린 롯데와의 경기에서 역대 10번째 통산 1100득점을 달성했다.
- 최주환(SSG 랜더스)은 9월 12일 수원에서 열린 kt와의 경기에서 역대 165번째 통산 네 자릿수 경기 출장을 달성했다.
- 주권(kt 위즈)은 9월 14일 잠실에서 열린 두산과의 경기에서 역대 2번째 3년 연속 20홀드를 달성했다.
- 김재환(두산 베어스)은 9월 15일 잠실에서 열린 kt와의 경기에서 역대 53번째 통산 700타점을 달성했다.
- 김민성(LG 트윈스)은 9월 15일 대구에서 열린 삼성과의 경기에서 역대 79번째 통산 600득점을 달성했다.
- 이용규(키움 히어로즈)는 9월 15일 창원에서 열린 NC와의 경기에서 역대 36번째 통산 2400루타를 달성했다.
- 김주형(키움 히어로즈)은 9월 16일 고척에서 열린 한화와의 경기에서 역대 7번째 3연타석 사구, 역대 17번째 한 경기 3사구를 달성했다.
- 황재균(kt 위즈)은 9월 17일 수원에서 열린 롯데와의 경기에서 역대 13번째 10년 연속 세 자릿수 안타를 달성했다.
- 김재환(두산 베어스)은 9월 18일 고척에서 열린 키움과의 경기에서 역대 58번째 6년 연속 세 자릿수 안타를 달성했다.
- 제이미 로맥(SSG 랜더스)은 9월 18일 문학에서 열린 삼성과의 경기에서 역대 12번째(외국인 타자 역대 2번째) 5년 연속 20홈런을 달성했다.
- 유희관(두산 베어스)은 9월 19일 고척에서 열린 키움과의 경기에서 역대 35번째 통산 1400이닝, 역대 32번째 통산 세 자릿수 승을 달성했다.
- 오지환(LG 트윈스)은 9월 19일 잠실에서 열린 KIA와의 경기에서 역대 61번째 통산 1300안타를 달성했다.
- 최형우(KIA 타이거즈)는 9월 19일 잠실에서 열린 LG와의 경기에서 역대 7번째 14년 연속 두 자릿수 홈런을 달성했다.
- 서건창(LG 트윈스)은 9월 21일 대전에서 열린 한화와의 경기에서 역대 129번째 통산 1100경기 출장을 달성했다.
- 오지환(LG 트윈스)은 9월 21일 대전에서 열린 한화와의 경기에서 역대 12번째 10년 연속 두 자릿수 도루를 달성했다.
- 손아섭(롯데 자이언츠)은 9월 21일 사직에서 열린 삼성과의 경기에서 역대 13번째 통산 350번째 2루타를 달성했다.
- 최정(SSG 랜더스)은 9월 21일 문학에서 열린 키움과의 경기에서 역대 6번째 통산 3400루타를 달성했다.
- 이용규(키움 히어로즈)는 9월 22일 문학에서 열린 SSG와의 경기에서 역대 25번째 통산 1800경기 출장을 달성했다.
- 안치홍(롯데 자이언츠)은 9월 22일 사직에서 열린 삼성과의 경기에서 역대 80번째 통산 500사사구를 달성했다.
- 구자욱(삼성 라이온즈)은 9월 22일 사직에서 열린 롯데와의 경기에서 역대 53번째 시즌 20홈런-20도루를 달성했다.
- 김상수(삼성 라이온즈)는 9월 22일 사직에서 열린 롯데와의 경기에서 역대 62번째 통산 1300안타를 달성했다.
- 김재윤(kt 위즈)은 9월 23일 수원에서 열린 한화와의 경기에서 역대 17번째 통산 세 자릿수 세이브를 달성했다.
- 이대호(롯데 자이언츠)는 9월 24일 문학에서 열린 SSG와의 경기에서 역대 26번째 통산 1800경기 출장을 달성했다.
- 안치홍(롯데 자이언츠)은 9월 24일 문학에서 열린 SSG와의 경기에서 역대 81번째 5년 연속 세 자릿수 안타를 달성했다.
- 전준우(롯데 자이언츠)는 9월 24일 문학에서 열린 SSG와의 경기에서 역대 41번째 통산 2300루타를 달성했다.
- 김강민(SSG 랜더스)은 9월 24일 문학에서 열린 롯데와의 경기에서 역대 49번째 통산 250번째 2루타를 달성했다.
- 최정(SSG 랜더스)은 9월 24일 문학에서 열린 롯데와의 경기에서 역대 17번째 6년 연속 200루타를 달성했다.
- 나성범(NC 다이노스)은 9월 25일 대구에서 열린 삼성과의 경기에서 역대 63번째 통산 1300안타를 달성했다.
- 오승환(삼성 라이온즈)은 9월 25일 대구에서 열린 NC와의 경기에서 역대 1번째 통산 330세이브를 달성했다.
- 전준우(롯데 자이언츠)는 9월 25일 고척에서 열린 키움과의 경기에서 역대 25번째 5년 연속 200루타를 달성했다.
- 이용규(키움 히어로즈)는 9월 26일 고척에서 열린 롯데와의 경기에서 역대 4번째 통산 60번째 3루타를 달성했다.
- 허경민(두산 베어스)은 9월 28일 수원에서 열린 kt와의 경기에서 역대 94번째 통산 1100안타를 달성했다.
- 김재환(두산 베어스)은 9월 29일 수원에서 열린 kt와의 경기에서 역대 18번째 6년 연속 200루타를 달성했다.
- 나성범(NC 다이노스)은 9월 30일 창원에서 열린 SSG와의 경기에서 역대 41번째 통산 800득점을 달성했다.
- 전준우(롯데 자이언츠)는 9월 30일 사직에서 열린 kt와의 경기에서 역대 10번째 4년 연속 150안타를 달성했다.

#### 10월
- 원종현(NC 다이노스)은 10월 1일 창원에서 열린 SSG와의 경기에서 역대 9번째 6년 연속 50경기 출장을 달성했다.
- 진해수(LG 트윈스)는 10월 1일 잠실에서 열린 두산과의 경기에서 역대 13번째 통산 700경기 출장을 달성했다.
- 김현수(LG 트윈스)는 10월 1일 잠실에서 열린 두산과의 경기에서 역대 30번째 통산 6000타수를 달성했다.
- 이대호(롯데 자이언츠)는 10월 1일 사직에서 열린 kt와의 경기에서 역대 14번째 통산 2000안타, 역대 7번째 13년 연속 세 자릿수 안타를 달성했다.
- 안치홍(롯데 자이언츠)은 10월 1일 사직에서 열린 kt와의 경기에서 역대 49번째 통산 1400안타를 달성했다.
- 김원중(롯데 자이언츠)은 10월 1일 사직에서 열린 kt와의 경기에서 역대 40번째 더블 헤더 연속 세이브를 달성했다.
- 윌리엄 쿠에바스(kt 위즈)는 10월 2일 문학에서 열린 SSG와의 경기에서 역대 32번째 선발 타자 전원 탈삼진을 달성했다.
- 전준우(롯데 자이언츠)는 10월 2일 사직에서 열린 NC와의 경기에서 역대 29번째 통산 300번째 2루타를 달성했다.
- 양의지(NC 다이노스)는 10월 3일 사직에서 열린 롯데와의 경기에서 역대 60번째 통산 500사구, 역대 50번째 통산 1400안타를 달성했다.
- 김재환(두산 베어스)은 10월 3일 잠실에서 열린 삼성과의 경기에서 역대 80번째 통산 600득점을 달성했다.
- 김선빈(KIA 타이거즈)은 10월 3일 광주에서 열린 한화와의 경기에서 역대 76번째 통산 1200안타를 달성했다.
- 정훈(롯데 자이언츠)은 10월 3일 사직에서 열린 NC와의 경기에서 역대 130번째 통산 1100경기 출장을 달성했다.
- 오재일(삼성 라이온즈)은 10월 3일 잠실에서 열린 두산과의 경기에서 역대 59번째 6년 연속 세 자릿수 안타를 달성했다.
- 이재학(NC 다이노스)은 10월 5일 수원에서 열린 kt와의 경기에서 역대 55번째 통산 5000타자 상대를 달성했다.
- 안치홍(롯데 자이언츠)은 10월 5일 사직에서 열린 KIA와의 경기에서 역대 60번째 통산 700득점을 달성했다.
- 박해민(삼성 라이온즈)은 10월 5일 고척에서 열린 키움과의 경기에서 역대 59번째 통산 700득점을 달성했다.
- 추신수(SSG 랜더스)는 10월 5일 잠실에서 열린 LG와의 경기에서 역대 54번째 시즌 20홈런-20도루를 달성했다.
- 최정(SSG 랜더스)은 10월 5일 잠실에서 열린 LG와의 경기에서 역대 22번째 통산 1900경기 출장을 달성했다.
- 이용찬(NC 다이노스)은 10월 6일 수원에서 열린 kt와의 경기에서 역대 18번째 통산 세 자릿수 세이브를 달성했다.
- 박건우(두산 베어스)는 10월 6일 대전에서 열린 한화와의 경기에서 역대 109번째 통산 네 자릿수 안타를 달성했다.
- 이정후(키움 히어로즈)는 10월 6일 고척에서 열린 삼성과의 경기에서 역대 26번째 5년 연속 200루타를 달성했다.
- 전준우(롯데 자이언츠)는 10월 6일 사직에서 열린 KIA와의 경기에서 역대 49번째 통산 5000타수를 달성했다.
- 구자욱(삼성 라이온즈)은 10월 6일 고척에서 열린 키움과의 경기에서 역대 12번째 통산 50번째 3루타를 달성했다.
- 김상수(SSG 랜더스)는 10월 6일 잠실에서 열린 LG와의 경기에서 역대 47번째 통산 500경기 출장을 달성했다.
- 정우람(한화 이글스)은 10월 6일 대전에서 열린 두산과의 경기에서 역대 4번째 통산 130홀드를 달성했다.
- 이대호(롯데 자이언츠)는 10월 7일 잠실에서 열린 두산과의 경기에서 역대 4번째 통산 350홈런을 달성했다.
- 김재호(두산 베어스)는 10월 8일 잠실에서 열린 롯데와의 경기에서 역대 61번째 통산 500사사구를 달성했다.
- 최형우(KIA 타이거즈)는 10월 10일 대전에서 열린 한화와의 경기에서 역대 11번째 통산 1100득점을 달성했다.
- 정은원(한화 이글스)은 10월 10일 대전에서 열린 KIA와의 경기에서 역대 17번째 시즌 세 자릿수 볼넷을 달성했다.
- 김재윤(kt 위즈)은 10월 11일 잠실에서 열린 LG와의 경기에서 역대 53번째 시즌 30세이브를 달성했다.
- 김현수(LG 트윈스)는 10월 11일 잠실에서 열린 kt와의 경기에서 역대 11번째 7년 연속 200루타를 달성했다.
- 호세 미구엘 페르난데스(두산 베어스)는 10월 12일 잠실에서 열린 kt와의 경기에서 역대 19번째 3년 연속 150안타를 달성했다.
- 최형우(KIA 타이거즈)는 10월 12일 광주에서 열린 삼성과의 경기에서 역대 27번째 통산 1800경기 출장을 달성했다.
- 박병호(키움 히어로즈)는 10월 13일 고척에서 열린 NC와의 경기에서 역대 89번째 통산 1300경기 출장을 달성했다.
- 손아섭(롯데 자이언츠)은 10월 13일 사직에서 열린 LG와의 경기에서 역대 3번째 6년 연속 150안타를 달성했다.
- 양의지(NC 다이노스)는 10월 14일 고척에서 열린 키움과의 경기에서 역대 42번째 통산 2300루타를 달성했다.
- 김재환(두산 베어스)은 10월 14일 잠실에서 열린 kt와의 경기에서 역대 81번째 통산 500사사구를 달성했다.
- 오지환(LG 트윈스)은 10월 14일 사직에서 열린 롯데와의 경기에서 역대 42번째 통산 600사사구를 달성했다.
- 이용규(키움 히어로즈)는 10월 14일 고척에서 열린 NC와의 경기에서 역대 58번째 선두 타자 초구 홈런을 달성했다.
- 김민성(LG 트윈스)은 10월 15일 사직에서 열린 롯데와의 경기에서 역대 64번째 통산 1300안타를 달성했다.
- 이정후(키움 히어로즈)는 10월 15일 대구에서 열린 삼성과의 경기에서 역대 5번째 5년 연속 150안타를 달성했다.
- 이대호(롯데 자이언츠)는 10월 15일 사직에서 열린 LG와의 경기에서 역대 28번째 통산 700사구를 달성했다.
- 전준우(롯데 자이언츠)는 10월 15일 사직에서 열린 LG와의 경기에서 역대 38번째 통산 1500안타를 달성했다.
- 오지환(LG 트윈스)은 10얼 16일 창원에서 열린 NC와의 경기에서 역대 42번째 통산 800득점을 달성했다.
- 박병호(키움 히어로즈)는 10얼 16일 대구에서 열린 삼성과의 경기에서 역대 2번째 8년 연속 20홈런을 달성했다.
- 오승환(삼성 라이온즈)은 10월 16일 대구에서 열린 키움과의 경기에서 역대 41번째 더블 헤더 연속 세이브를 달성했다.
- 김재환(두산 베어스)은 10월 17일 잠실에서 열린 KIA와의 경기에서 역대 110번째 통산 네 자릿수 안타를 달성했다.
- 황재균(kt 위즈)은 10월 17일 수원에서 열린 한화와의 경기에서 역대 29번째 통산 900타점을 달성했다.
- 채은성(LG 트윈스)은 10월 17일 창원에서 열린 NC와의 경기에서 역대 103번째 통산 500타점을 달성했다.
- 오지환(LG 트윈스)은 10월 17일 창원에서 열린 NC와의 경기에서 역대 50번째 통산 5000타수를 달성했다.
- 오재일(삼성 라이온즈)은 10월 17일 대구에서 열린 키움과의 경기에서 역대 19번째 6년 연속 200루타를 달성했다.
- 유강남(LG 트윈스)은 10월 19일 잠실에서 열린 키움과의 경기에서 역대 68번째 5년 연속 두 자릿수 홈런을 달성했다.
- 최정(SSG 랜더스)은 10월 19일 광주에서 열린 KIA와의 경기에서 역대 2번째 통산 400홈런을 달성했다.
- 박경수(kt 위즈)는 10월 22일 대구에서 열린 삼성과의 경기에서 역대 61번째 통산 700득점을 달성했다.
- 손아섭(롯데 자이언츠)은 10월 22일 사직에서 열린 한화와의 경기에서 역대 5번째 9년 연속 200루타를 달성했다.
- 구자욱(삼성 라이온즈)은 10월 22일 대구에서 열린 kt와의 경기에서 역대 80번째 통산 200번째 2루타를 달성했다.
- 최정(SSG 랜더스)은 10월 22일 문학에서 열린 두산과의 경기에서 역대 83번째 시즌 30홈런-세 자릿수 타점을 달성했다.
- 홍창기(LG 트윈스)는 10월 23일 잠실에서 열린 두산과의 경기에서 역대 18번째 시즌 세 자릿수 볼넷을 달성했다.
- 노수광(한화 이글스)은 10월 23일 사직에서 열린 롯데와의 경기에서 역대 42번째 6년 연속 두 자릿수 도루를 달성했다.
- 양의지(NC 다이노스)는 10월 24일 창원에서 열린 KIA와의 경기에서 역대 62번째 통산 700득점을 달성했다.
- 진해수(LG 트윈스)는 10월 25일 잠실에서 열린 롯데와의 경기에서 역대 10번째 6년 연속 50경기 출장을 달성했다.
- 이정후(키움 히어로즈)는 10월 25일 대전에서 열린 한화와의 경기에서 역대 29번째 사이클링 히트를 달성했다.
- 추신수(SSG 랜더스)는 10월 26일 창원에서 열린 NC와의 경기에서 역대 19번째 시즌 세 자릿수 볼넷을 달성했다.
- 애런 알테어(NC 다이노스)는 10월 27일 수원에서 열린 kt와의 경기에서 역대 11번째 2년 연속 시즌 20홈런-20도루, 역대 55번째 시즌 20홈런-20도루를 달성했다.
- 홍창기(LG 트윈스)는 10월 27일 대전에서 열린 한화와의 경기에서 역대 7번째 시즌 세 자릿수 득점-세 자릿수 볼넷을 달성했다.
- 박건우(두산 베어스)는 10월 28일 문학에서 열린 SSG와의 경기에서 역대 20번째 6년 연속 200루타를 달성했다.
- 유한준(kt 위즈)은 10월 28일 수원에서 열린 NC와의 경기에서 역대 33번째 통산 1600안타, 역대 55번째 통산 150홈런을 달성했다.
- 강백호(kt 위즈)는 10월 28일 수원에서 열린 NC와의 경기에서 역대 20번째 시즌 세 자릿수 볼넷, 역대 11번째 시즌 세 자릿수 타점-세 자릿수 볼넷을 달성했다.
- 손아섭(롯데 자이언츠)은 10월 28일 사직에서 열린 KIA와의 경기에서 역대 20번째 통산 800볼넷을 달성했다.
- 양의지(NC 다이노스)는 10월 29일 창원에서 열린 삼성과의 경기에서 역대 84번째 시즌 30홈런-세 자릿수 타점을 달성했다.
- 허경민(두산 베어스)은 10월 29일 광주에서 열린 KIA와의 경기에서 역대 100번째 통산 세 자릿수 도루를 달성했다.
- 김재환(두산 베어스)은 10월 29일 광주에서 열린 KIA와의 경기에서 역대 32번째 통산 200홈런을 달성했다.
- 황재균(kt 위즈)은 10월 29일 고척에서 열린 키움과의 경기에서 역대 36번째 통산 1700경기 출장을 달성했다.
- 나성범(NC 다이노스)은 10월 30일 창원에서 열린 삼성과의 경기에서 역대 85번째 시즌 30홈런-세 자릿수 타점을 달성했다.
- 구승민(롯데 자이언츠)은 10월 30일 사직에서 열린 LG와의 경기에서 역대 7번째 2년 연속 20홀드를 달성했다.
- 김상수(SSG 랜더스)는 10월 30일 문학에서 열린 kt와의 경기에서 역대 11번째 6년 연속 50경기 출장을 달성했다.
- 정우람(한화 이글스)은 10월 30일 대전에서 열린 두산과의 경기에서 역대 2번째 12년 연속 50경기 출장을 달성했다.

### 월간 MVP
| 월    | 선수   | 소속          | 포지션 |
| ----- | ------ | ------------- | ------ |
| 4월   | 원태인 | 삼성 라이온즈 | 투수   |
| 5월   | 이정후 | 키움 히어로즈 | 외야수 |
| 6월   | 소형준 | kt 위즈       | 투수   |
| 7~8월 | 백정현 | 삼성 라이온즈 | 투수   |
| 9월   | 고영표 | kt 위즈       | 투수   |
| 10월  | 미란다 | 두산 베어스   | 투수   |

## 올스타전
2021년 KBO 올스타전은 7월 24일에 고척스카이돔에서 진행할 예정이었으나, 코로나19 범유행으로 인해 취소됐다.

## 경기 중계

### 지상파 TV
- SBS
- KBS2
- MBC

### 케이블 TV
- SBS 스포츠
- KBS N 스포츠
- MBC 스포츠플러스
- SPOTV
- SPOTV2

### 라디오
- SBS 러브FM
- 대전MBC 표준FM
- 부산MBC 표준FM
- 대구MBC 표준FM
- MBC경남 표준FM
- TBC 드림FM
- KNN 라디오

### 와일드카드 결정전 중계
- 1차전 : SBS TV
- 2차전 : MBC TV

### 준플레이오프 중계
- 1차전 : SBS TV
- 2차전 : MBC TV
- 3차전 : KBS 2TV

### 플레이오프 중계
- 1차전 : KBS 2TV
- 2차전 : SPOTV

### 한국시리즈 중계
- 1차전 : MBC TV
- 2차전 : KBS 2TV
- 3차전 : SBS TV
- 4차전 : MBC TV

## 같이 보기
- 2021년 메이저 리그 베이스볼 시즌